# Basilica del Santo Sepolcro

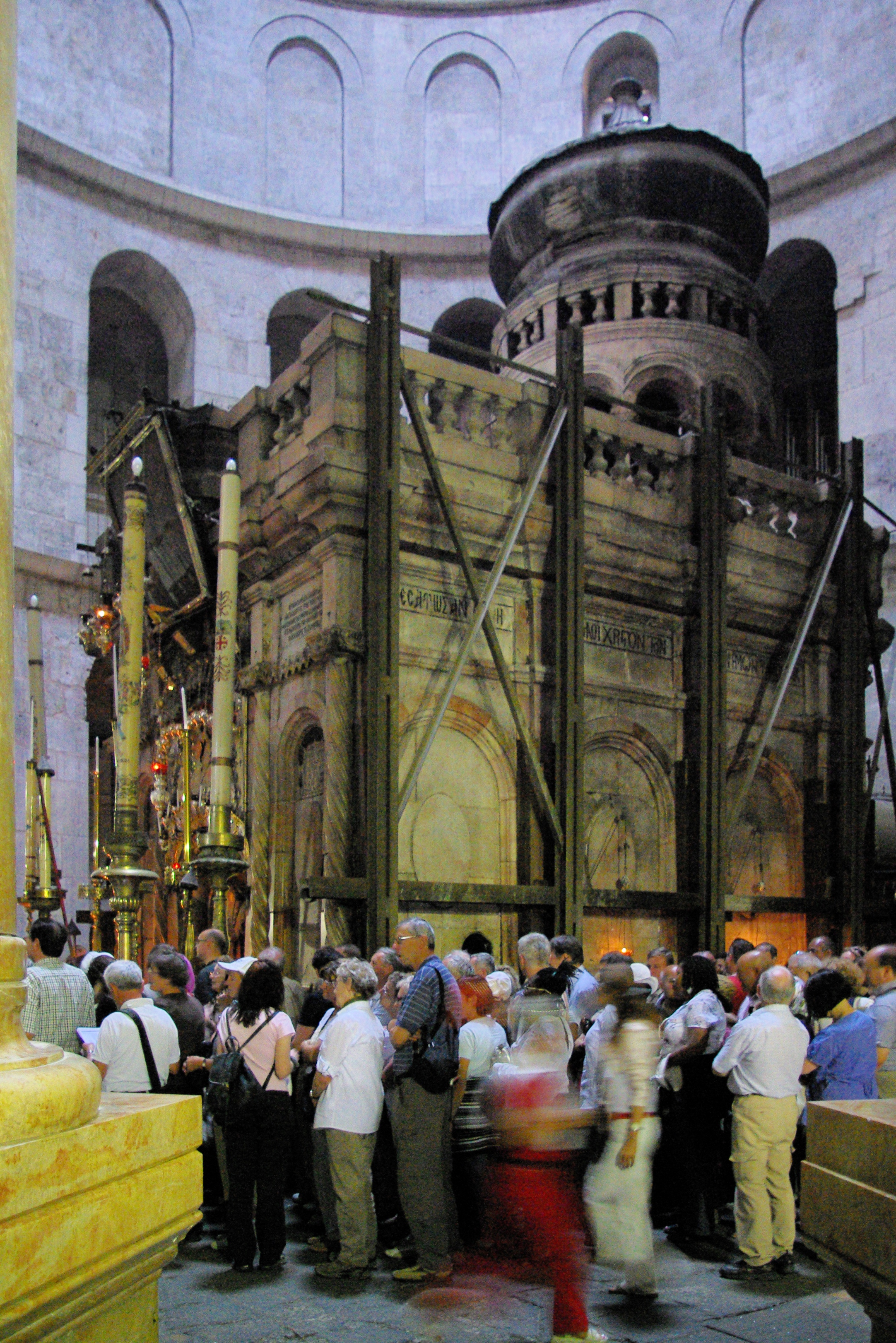
L'edicola del Santo Sepolcro prima dei restauri del 2016-2017.

La basilica del Santo Sepolcro (in ebraico כנסיית הקבר‎?, trasl. Cnesiat HaChever, ovvero "chiesa del Sepolcro"; in arabo كنيسة القيامة‎?, Kanīsat al-Qiyāma, ossia "chiesa della Resurrezione"), chiamata anche la chiesa della Resurrezione (dai cristiani ortodossi: in greco Ναός της Αναστάσεως?, Naòs tis Anastàseos; e in armeno Սուրբ Հարության տաճար?, Surp Harut'yan tachar), è una delle più importanti chiese cristiane di tutto il mondo essendo costruita sul luogo che la tradizione indica come quello della crocifissione, unzione, sepoltura e resurrezione di Gesù. Secondo la tradizione ortodossa, ogni anno, a mezzogiorno, durante la celebrazione del Sabato Santo della Pasqua ortodossa, vi si ripete il «miracolo del Fuoco Santo».
Situata a Gerusalemme, è ricompresa all'interno delle mura della Città Vecchia, al termine della Via Dolorosa, e ingloba sia quella che è ritenuta la «collina del Golgota», luogo della crocifissione, sia il sepolcro scavato nella roccia, dove il Nuovo Testamento riferisce che Gesù fu sepolto. Oggi è la sede del patriarcato greco-ortodosso di Gerusalemme, il quale, al centro della chiesa, vi ha il proprio Katholikon, ossia la propria cattedrale, e la propria cattedra.
La basilica del Santo Sepolcro è una delle mete principali e irrinunciabili dei pellegrini che visitano la Terra Santa, insieme con la basilica dell'Annunciazione di Nazareth e la basilica della Natività di Betlemme. Ma, a differenza di queste ultime, il Santo Sepolcro è l'unico luogo della cui esistenza si possiedono prove archeologiche risalenti ad appena un centinaio d'anni dopo la morte di Gesù.
Formalmente è anche la sede del patriarcato di Gerusalemme dei Latini; tuttavia il patriarca cattolico latino non ha la libertà di celebrare se non negli spazi e nei tempi assegnati nel 1852 dallo Statu Quo alla Custodia di Terra Santa e secondo gli accordi con la stessa comunità francescana. Il patriarca latino quindi risiede effettivamente presso la procattedrale del Santissimo Nome di Gesù.

## Autenticità
(Dan Bahat, 1986)

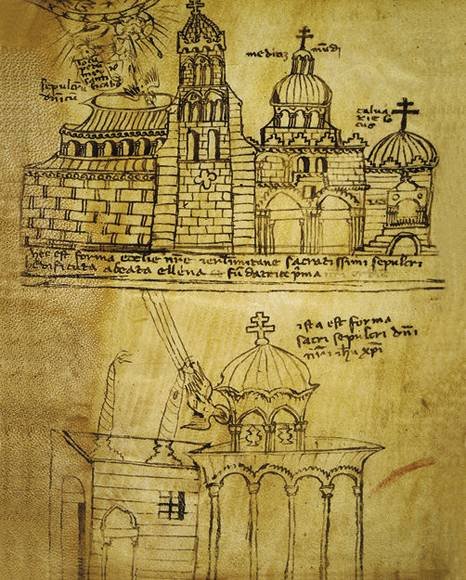
La basilica e l'edicola del Santo Sepolcro in una raffigurazione del 1149.

Sia Eusebio di Cesarea sia Socrate Scolastico scrissero che la tomba di Gesù era in origine un luogo di venerazione per la comunità cristiana di Gerusalemme, che fece memoria della sua localizzazione anche quando il sito venne coperto dal tempio di Adriano. In particolare, Eusebio nota che la scoperta della tomba «permise a tutti quelli che arrivarono di testimoniare la vista di una chiara e visibile prova delle meraviglie di cui quel luogo era stato un tempo teatro».
L'archeologo Martin Biddle dell'Università di Oxford ha ipotizzato che questa «chiara e visibile prova» potrebbe essere collegata ai graffiti con scritte come “Questa è la tomba di Cristo”, incisi nella roccia dai pellegrini cristiani prima della costruzione del tempio romano. Dall'epoca della sua costruzione nel 335, e nonostante i numerosi ammodernamenti, la basilica del Santo Sepolcro è stata venerata come il luogo autentico della crocifissione e sepoltura di Gesù.
Nel XIX secolo, diversi studiosi discussero l'ipotesi che il luogo in cui fu edificata la chiesa fosse il vero luogo della crocifissione e sepoltura di Gesù. Essi ragionarono sul fatto che l'edificio fosse all'interno delle mura cittadine, mentre i primi resoconti (ad esempio: Ebrei 13,12) descrivevano questi eventi come avvenuti fuori delle mura. Studi successivi hanno invece confermato che il sito era in effetti al di fuori delle mura cittadine all'epoca della crocifissione. La cerchia muraria della città di Gerusalemme venne ingrandita da Erode Agrippa nel 41–44, e solo allora incluse il sito del Santo Sepolcro (e costruito il giardino circostante, menzionato nella Bibbia).

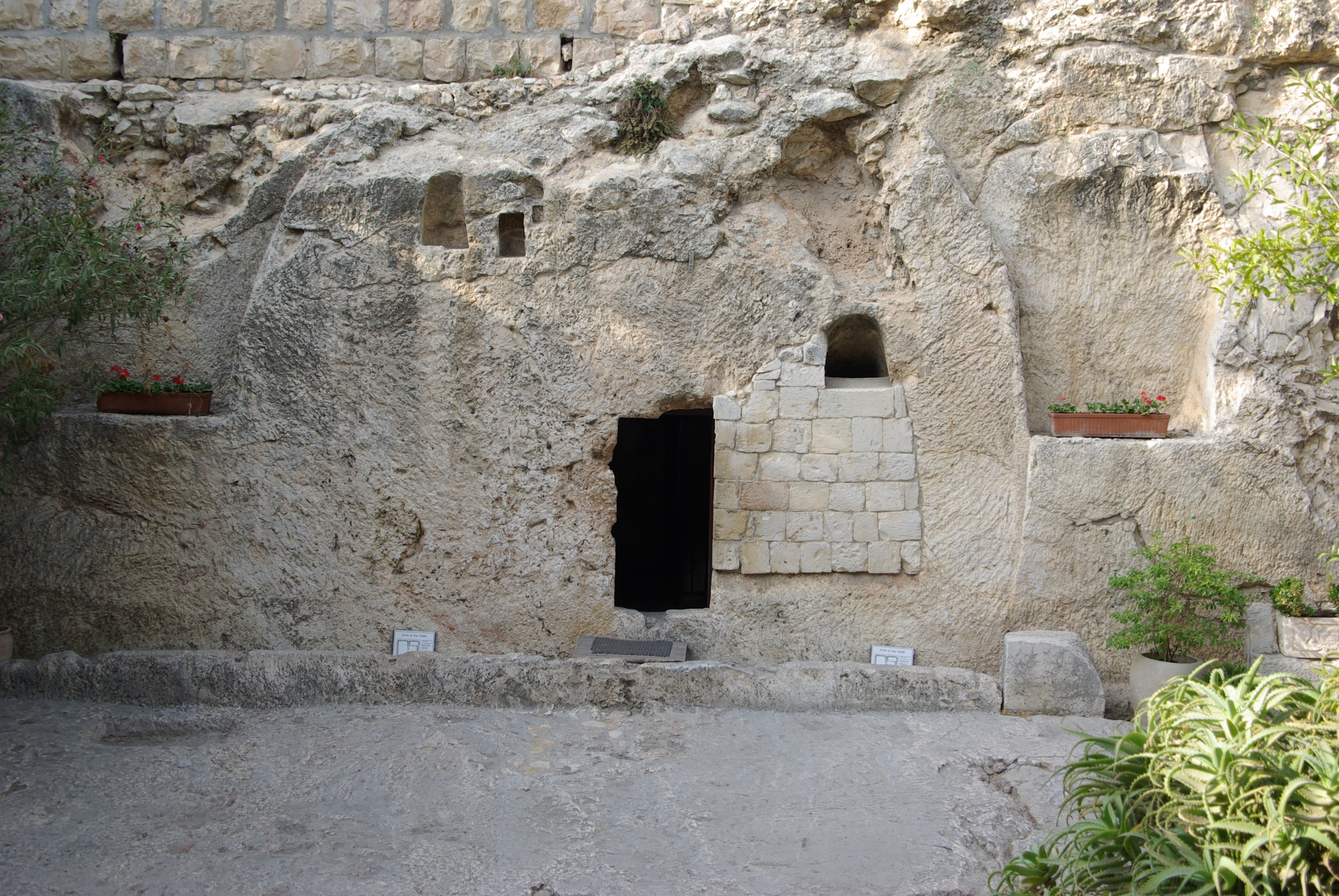
La Tomba del giardino.

Il giorno seguente al suo arrivo a Gerusalemme, il generale britannico Charles George Gordon identificò una tomba scavata nella roccia, posta in un'area coltivata al di fuori delle mura, come luogo più probabile per la sepoltura di Gesù. Questo luogo viene solitamente indicato come "Tomba del Giardino", per distinguerlo dal Santo Sepolcro, ed è ancora un popolare luogo di pellegrinaggio per quelli (solitamente i protestanti) che dubitano dell'autenticità dell'Anastasi e/o non hanno il permesso di tenere funzioni religiose nella chiesa.

## Storia

### Prima della basilica

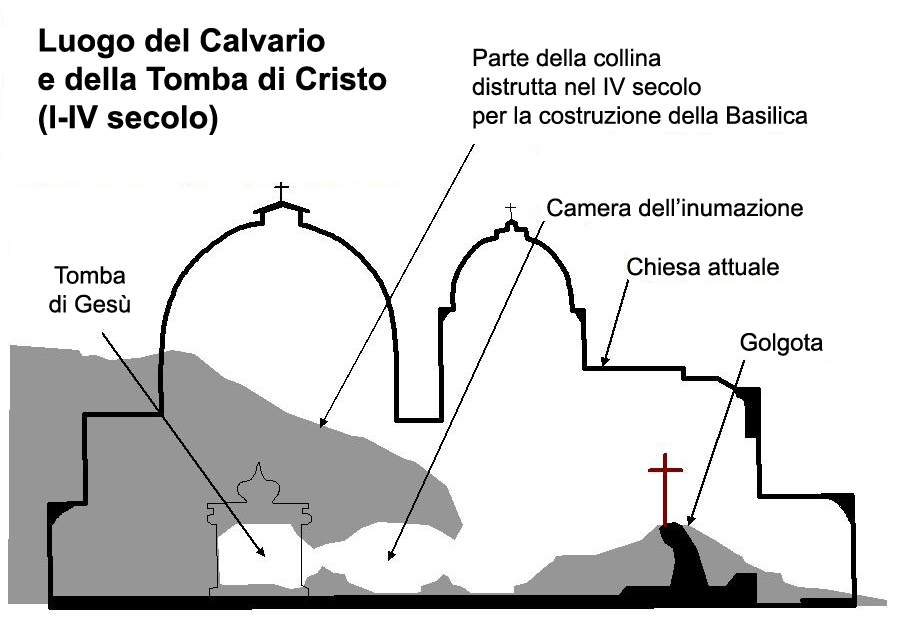
Il luogo del Calvario e della Tomba di Cristo (I-IV secolo).

Il luogo del Santo sepolcro, originariamente la tomba vuota di Gesù, fu sempre oggetto di venerazione da parte dei cristiani. La prova archeologica della sua esistenza risale al II secolo, e viene da fonte non cristiana.
Nel 135 l'esercito romano represse la lunga rivolta di Bar Kokhba (132–135). Per punire gli ebrei, l'imperatore Adriano ordinò la distruzione di Gerusalemme, facendo radere al suolo anche i luoghi più sacri per gli ebrei. Gerusalemme fu ricostruita come Aelia Capitolina, mentre sui luoghi sacri vennero eretti templi pagani. Uno solo di questi fu costruito fuori dalle mura della città, in mezzo a un cimitero. Dal momento che mai un ebreo si sarebbe recato a pregare in una zona funeraria, il luogo non poteva che essere, dunque, il punto principale di ritrovo per i cristiani, cioè il luogo dove essi si ritrovavano per fare memoria di Gesù.
I romani ricoprirono il sito di terra; sopra Traiano fece edificare un tempio dedicato a Venere.

### La basilica costantiniana
Al Concilio di Nicea del 325, il vescovo di Gerusalemme, Macario, invitò l'imperatore Costantino a distruggere i templi pagani nella Città Santa. Costantino ordinò che il luogo sacro venisse riportato alla luce (325-326) e ordinò a Macario di costruire una chiesa su quel luogo. Venne costruita così la basilica costantiniana.
Socrate Scolastico (nato nel 380), nella sua Storia Ecclesiastica dà una descrizione completa della scoperta (che venne ripresa in seguito da Sozomeno e da Teodoreto) che enfatizza il ruolo esercitato negli scavi e nella costruzione del nuovo tempio dalla madre di Costantino I, Elena, alla quale è attribuita anche la riscoperta della Vera croce.

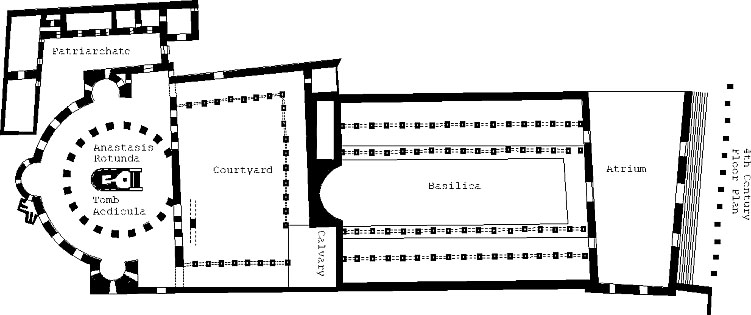
Pianta della basilica costantiniana.

La basilica di Costantino fu costruita attorno alla collina della crocifissione, ed era in realtà composta da tre edifici collegati fra di loro e costruiti sopra tre differenti luoghi santi:
1. una grande basilica (il martyrium; la più antica testimonianza su di esso si deve alla pellegrina cristiana Egeria, che visitò l'area negli anni 380);
2. un atrio chiuso colonnato (il triportico) costruito attorno alla tradizionale roccia del Calvario;
3. una chiesa rotonda, chiamata Anástasis ("resurrezione"), che conteneva i resti della grotta che Elena e Macario avevano identificato come luogo di sepoltura di Gesù.

L'anastasis e il martyrium vennero inaugurati il 14 settembre del 335, in occasione della festa dell'Esaltazione della Croce. La roccia circostante venne scavata e la tomba venne inglobata in una struttura chiamata edicola (in latino aediculum, piccolo edificio) o kouvoulkion (in greco, sacrario) al centro della rotonda. La cupola della rotonda venne completata alla fine del IV secolo, sostituendo un deambulatorio che anticamente circondava il Sepolcro.
Il nuovo edificio venne danneggiato dal fuoco nel 614 quando i persiani di Cosroe II invasero Gerusalemme e si impossessarono della Vera Croce. Nel 630 l'imperatore bizantino Eraclio marciò trionfalmente in Gerusalemme, poi fece ricostruire la chiesa del Santo Sepolcro e portò la Vera Croce a Costantinopoli. Sotto i musulmani, il luogo rimase una chiesa cristiana. 
Nel 638, l'arrivo dei conquistatori arabi non comportò modifiche particolari nel santuario e sotto il dominio musulmano esso rimase una chiesa cristiana.
Le prime leggi musulmane proteggevano i diversi luoghi cristiani della città e in particolare il Santo Sepolcro. Essi vietarono in particolare la loro distruzione e il loro utilizzo come abitazioni. Ecco come il patriarca di Alessandria, Eutichio descrive gli avvenimenti relativi alla conquista araba:
«Il Califfo ʿOmar ed i suoi generali partirono dalla Siria verso Gerusalemme per assediare la città. Il patriarca di Gerusalemme Sofronio si recò da ʿOmar, il quale concesse la sua protezione agli abitanti di Gerusalemme nei termini di una lettera consegnata a quel patriarca. ʿOmar garantì la salvaguardia dei cristiani e diede ordine ai suoi uomini di non distruggere quei luoghi né di utilizzarli come abitazione.»
La descrizione di Eutichio aggiunge che ʿOmar visitò la chiesa della Resurrezione e si fermò per sedersi sotto il suo porticato, ma al momento della preghiera si allontanò dalla chiesa e recitò fuori la sua preghiera. Egli temeva che pregando all'interno, le generazioni future avrebbero potuto interpretare il gesto come pretesto per trasformare la chiesa in moschea. Eutichio aggiunge inoltre che ʿOmar aveva emesso un decreto che vietava ai musulmani di riunirsi nel luogo per pregare.
La seconda chiesa fu distrutta da un terremoto nel 746.
All'inizio del IX secolo un violento sisma abbatté la cupola dell'Anastasis e il restauro ebbe luogo nell'810 da parte del patriarca Tommaso.
Nel 966, durante una rivolta, fu appiccato il fuoco alle porte e ai tetti, che andarono distrutti. Alla fine del X, o agli inizi dell'XI secolo, giunsero a Gerusalemme alcuni pellegrini, secondo la tradizione in numero di due, che al loro ritorno portarono delle reliquie del Santo Sepolcro; giunti in Italia si fermarono sull'Appennino centrale, a poca distanza dalle sorgenti del fiume Tevere, e qui si ritirarono a vita eremitica, custodendo le preziose reliquie. Da questa esperienza avrebbe avuto origine un monastero, documentato dal 1012 e dedicato al Santo Sepolcro, attorno al quale poi sorse un centro abitato, l'odierna città di Sansepolcro, unica al mondo a trarre nome dalla tomba di Cristo.
A Gerusalemme, il 18 ottobre 1009 l'edificio originale venne distrutto completamente dall'Imam-Califfo fatimide al-Hākim bi-Amr Allah, che sradicò la chiesa fino alle fondamenta. L'edicola, i muri orientale e occidentale e il tetto della tomba scavata nella roccia vennero distrutti o danneggiati (le cronache dell'epoca sono discordanti), soltanto i muri nord e sud vennero protetti da ulteriori danni dalle macerie.

### Le ricostruzioni bizantina e crociata
La ricostruzione della basilica fu avviata nel 1027, dopo un accordo concluso tra l’Imperatore bizantino Michele IV e l’Imām/Califfo al-Mustanṣir bi-llāh. I lavori furono terminati nel 1048, sotto l'Imperatore Costantino, che fece erigere una serie di piccole cappelle, in ottemperanza con le rigide condizioni imposte dall'Imamato fatimide.

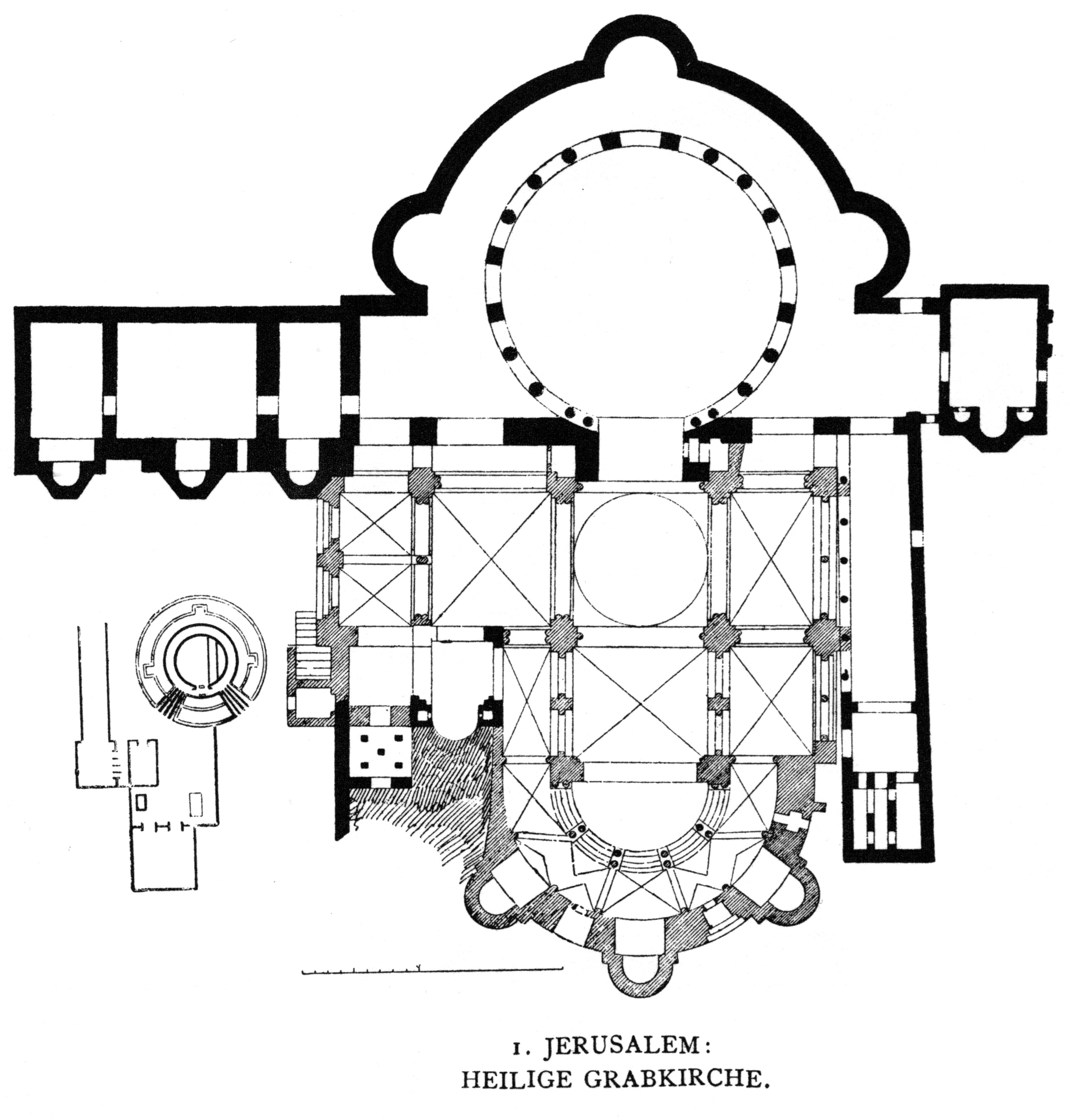
Pianta della basilica crociata.

I siti ricostruiti vennero conquistati dai cavalieri della Prima crociata il 15 luglio 1099. Subito dopo la Presa di Gerusalemme il capo dei crociati, Goffredo di Buglione, e il fratello Baldovino, fecero incidere sopra la porta del Santo Sepolcro l'iscrizione Praepotens Genuensium Praesidium, a ricordo dell'eccezionale impegno dei Genovesi per la conquista della Città Santa.
La prima crociata venne raffigurata come un «pellegrinaggio armato», per cui nessun crociato poteva considerare completo il viaggio a Gerusalemme senza aver pregato come pellegrino sul Santo Sepolcro. Goffredo di Buglione, che divenne il primo monarca crociato di Gerusalemme, decise che non avrebbe usato il titolo di "re", e si dichiarò Advocatus Sancti Sepulchri, «Protettore (o Difensore) del Santo Sepolcro». Il cronista Guglielmo di Tiro riporta la data della ricostruzione a metà del XII secolo, quando i crociati incominciarono a restaurare la chiesa in stile romanico e vi affiancarono un campanile. Questi rinnovamenti unificarono i luoghi santi e vennero completati durante il regno della regina Melisenda, nel 1149; il 15 luglio di quell'anno il patriarca Fulcherio di Angoulême procedette alla dedicazione della basilica, che divenne la cattedrale dei primi patriarchi latini e fu anche sede dello scriptorium del regno.
La chiesa, assieme al resto della città, fu presa da Saladino nel 1187, anche se il trattato firmato dopo la Terza crociata consentì ai pellegrini cristiani di continuare a visitare il Santo Sepolcro. L'imperatore Federico II di Svevia riconquistò la città e la chiesa con un trattato del XIII secolo, quando egli stesso era stato scomunicato dal papa, con il curioso risultato che la chiesa più sacra della Cristianità si trovò sotto interdetto. Sia la città sia la chiesa vennero conquistate e pesantemente saccheggiate dall'impero corasmio (Khwārezmshāh) nel 1244.
La basilica del Santo Sepolcro fu di ispirazione per altre chiese in Europa, spesso a pianta circolare. Costruzioni ispirate al Santo Sepolcro furono, tra le altre, in primis il Tempio di San Giovanni al Sepolcro di Brindisi, il Battistero di Pisa, il Battistero di Firenze, il Duomo Vecchio di Brescia, la basilica del Sepolcro a Bologna, Chiesa di San Girolamo a Reggio Emilia, e la Chiesa di San Pietro in Consavia ad Asti.

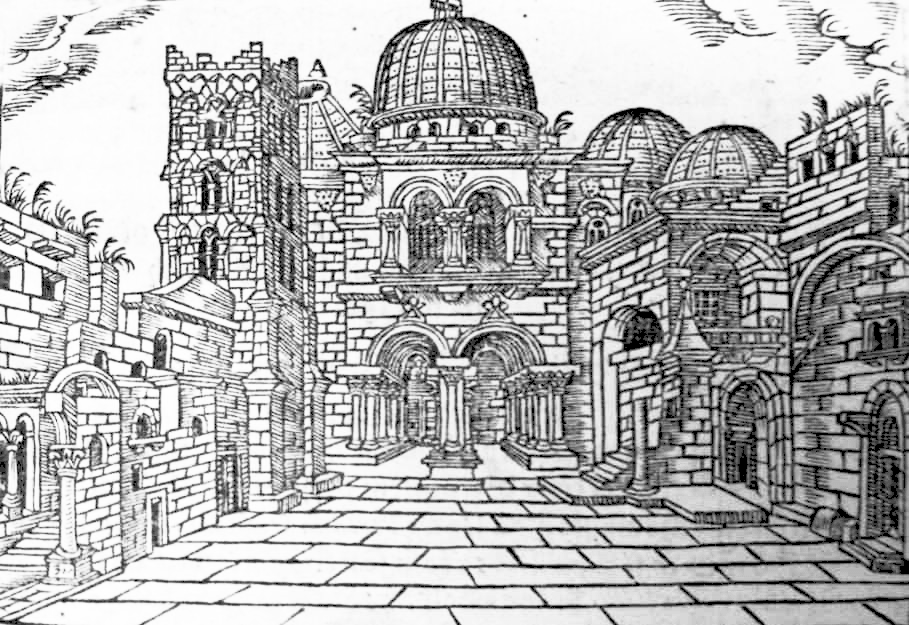
Esterno della basilica nel 1606 raffigurato da Jan Willenberg.

I frati francescani la rinnovarono ulteriormente nel 1555, essendo stata trascurata nonostante l'afflusso di un sempre maggior numero di pellegrini. Un nuovo incendio danneggiò gravemente la struttura nel 1808, provocando il crollo della cupola della rotonda e la distruzione delle decorazioni esterne dell'edicola. L'esterno della rotonda e dell'edicola vennero ricostruiti nel 1809-1810 dall'architetto Komminos di Mitilene, nello stile barocco turco dell'epoca. Il fuoco non raggiunse l'interno dell'edicola: le decorazioni in marmo della tomba, risalenti al restauro del 1555, rimasero intatte. Nel 1840, durante un nuovo incendio, decine di pellegrini vennero calpestati a morte. La cupola attuale risale al 1870.
Col passare degli anni, il rivestimento in marmo rosso applicato all'edicola da Komminos iniziò a deteriorarsi e a staccarsi dalla struttura sottostante. Dal 1947 venne tenuto in posizione da un'impalcatura in travi di ferro installata dal Mandato britannico.
Un grande restauro moderno ebbe inizio nel 1959, comprendente anche il restauro della cupola nel 1994-1997.
Dopo che l'edificio venne dichiarato inagibile dal Dipartimento israeliano per le antichità, esso fu restaurato tra il 2016 e il 2017 e l'impalcatura, di conseguenza, rimossa.

### Dal 1852: lo «Statu quo»

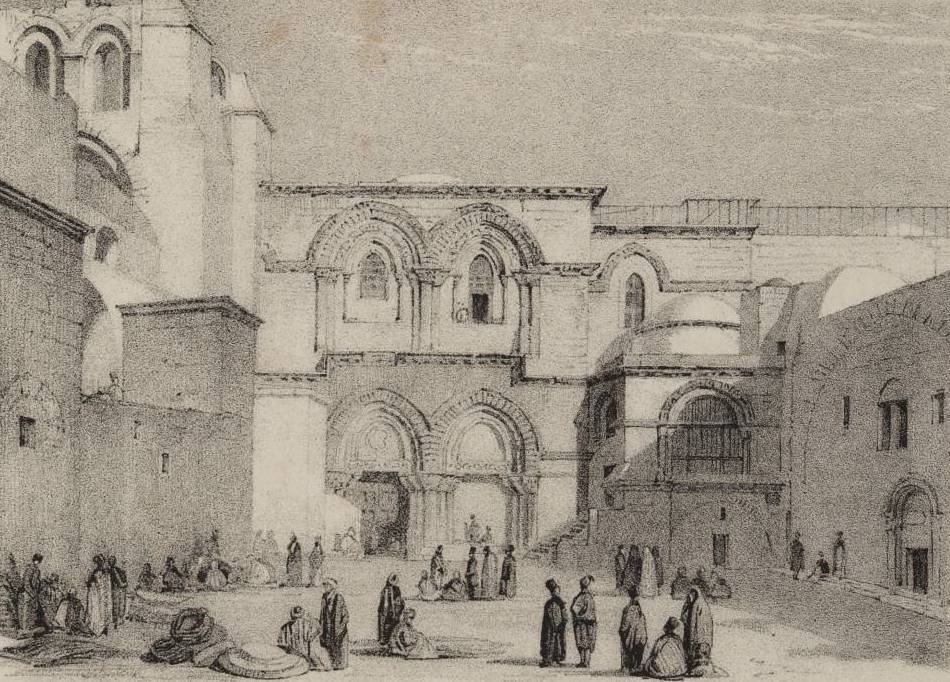
Esterno della basilica nel 1841.

Nel 1847 papa Pio IX ristabilì a Gerusalemme il patriarcato di Gerusalemme dei Latini ed eresse la basilica del Santo Sepolcro a cattedrale patriarcale, tuttavia nel 1852 fu emanato un decreto ottomano (conosciuto in Occidente come Statu Quo) per porre fine ai violenti dissidi soprattutto tra la Chiesa ortodossa greca e la Chiesa cattolica, rappresentata dalla Custodia di Terra Santa dell'ordine francescano. Il decreto, tuttora in vigore, ripristinò la situazione risalente al 1767, tenendo conto degli ulteriori diritti acquisiti anche da altre comunità cristiane, quali la Chiesa apostolica armena, la Chiesa ortodossa copta e la Chiesa ortodossa siriaca. Esso assegnò la basilica quasi interamente ai greci ortodossi, il cui Patriarca vi ha infatti tutt'oggi la cattedra e il katholikon, regolando altresì tempi e luoghi di adorazione e celebrazione per ogni Chiesa. Dal XII secolo le famiglie palestinesi musulmane Nusayba e Ghudayya, incaricate dal Saladino in quanto neutrali, sono custodi della chiave dell'unico portone di ingresso, sul quale nessuna Chiesa ha diritto.
Il 25 febbraio 2018, davanti alle porte chiuse della basilica del Santo Sepolcro, il patriarca greco ortodosso di Gerusalemme Teofilo III legge un comunicato congiunto delle chiese greca ortodossa, cattolica e armena, annunciando che sono state chiuse per protestare contro la decisione delle autorità municipali di Gerusalemme di cambiare lo Statu Quo della città, annullando l'esenzione d'imposta delle chiese cristiane e introducendo una proposta di legge per poter espropriare dei terreni e degli immobili a loro appartenenti, e accusa le autorità israeliane di praticare la discriminazione e il razzismo contro i cristiani. A partire dal 28 febbraio il comune di Gerusalemme sospende la richiesta di tasse e la proposta di legge in discussione alla Knesset sulle proprietà delle chiese è congelata.

## Descrizione

### Pianta
Pianta della basilica del Santo Sepolcro
Legenda
 Edicola del Santo Sepolcro 
 Catholicon
 Rotonda dell'Anastasi
 Pietra dell'Unzione 
 Cappella giacobita
 Tomba di Giuseppe di Arimatea
 Cappella copta
 Presbiterio latino
 Altare di Santa Maria Maddalena
 Cappella francescana dell'Apparizione di Gesù alla madre

 Guardiania musulmana
 Facciata - ingresso alla basilica
 Cappella francescana dell'Agonia della Vergine
 Calvario latino
 Calvario greco
 Altare dei Chiodi della Croce
 Altare della Stabat Mater
 Altare della Crocifissione
 Presbiterio greco
 Archi della Vergine Maria
 Santa Prigione
 Cappella di San Longino
 Cappella del sorteggio della veste di Gesù
 Cappella della derisione di Gesù
 Cappella di Sant'Elena
 Cappella dell'Invenzione della Vera Croce
 Cappella di San Vardan
 Antica cava

I luoghi della basilica
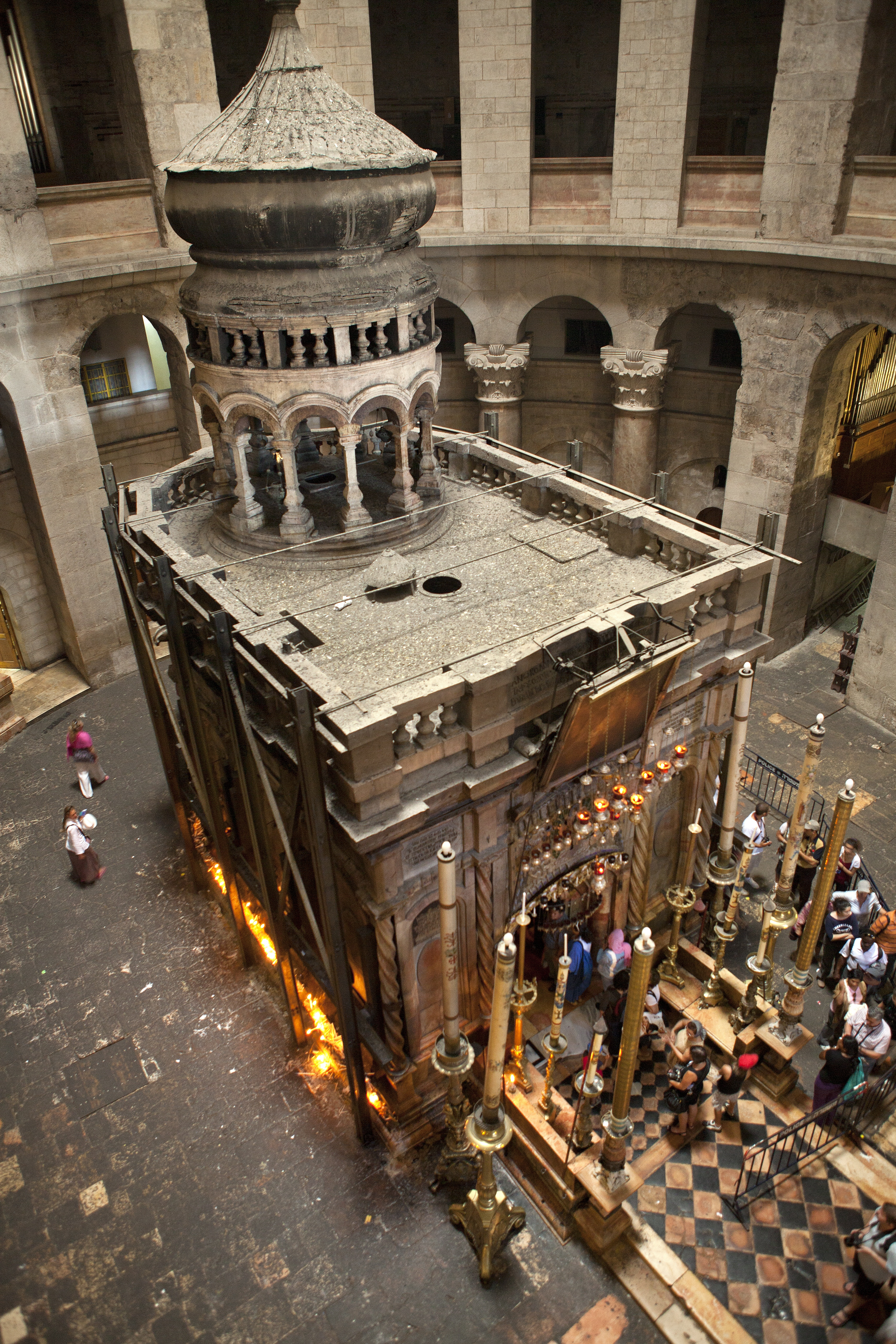
Edicola del Santo Sepolcro.
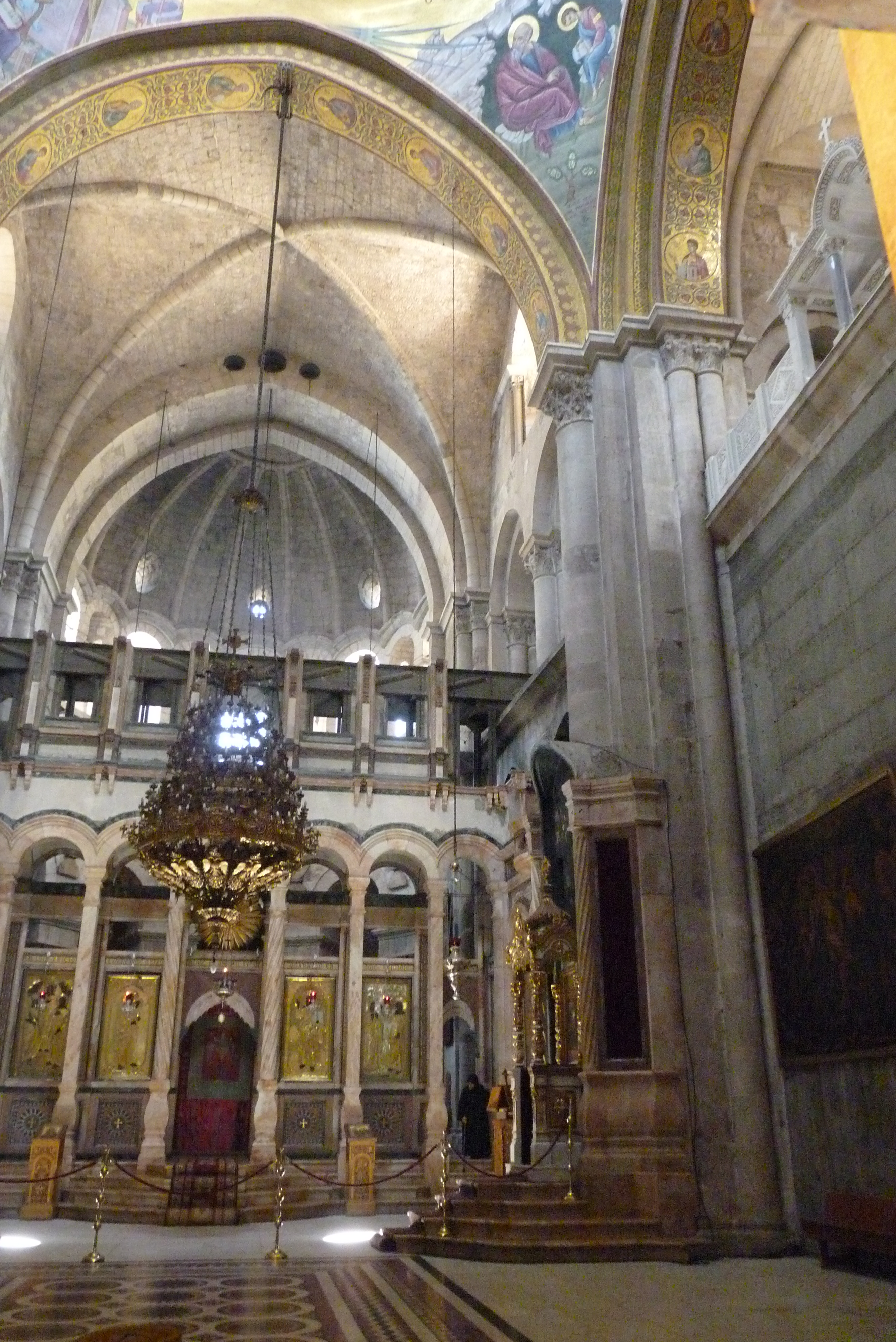
Catholicon.
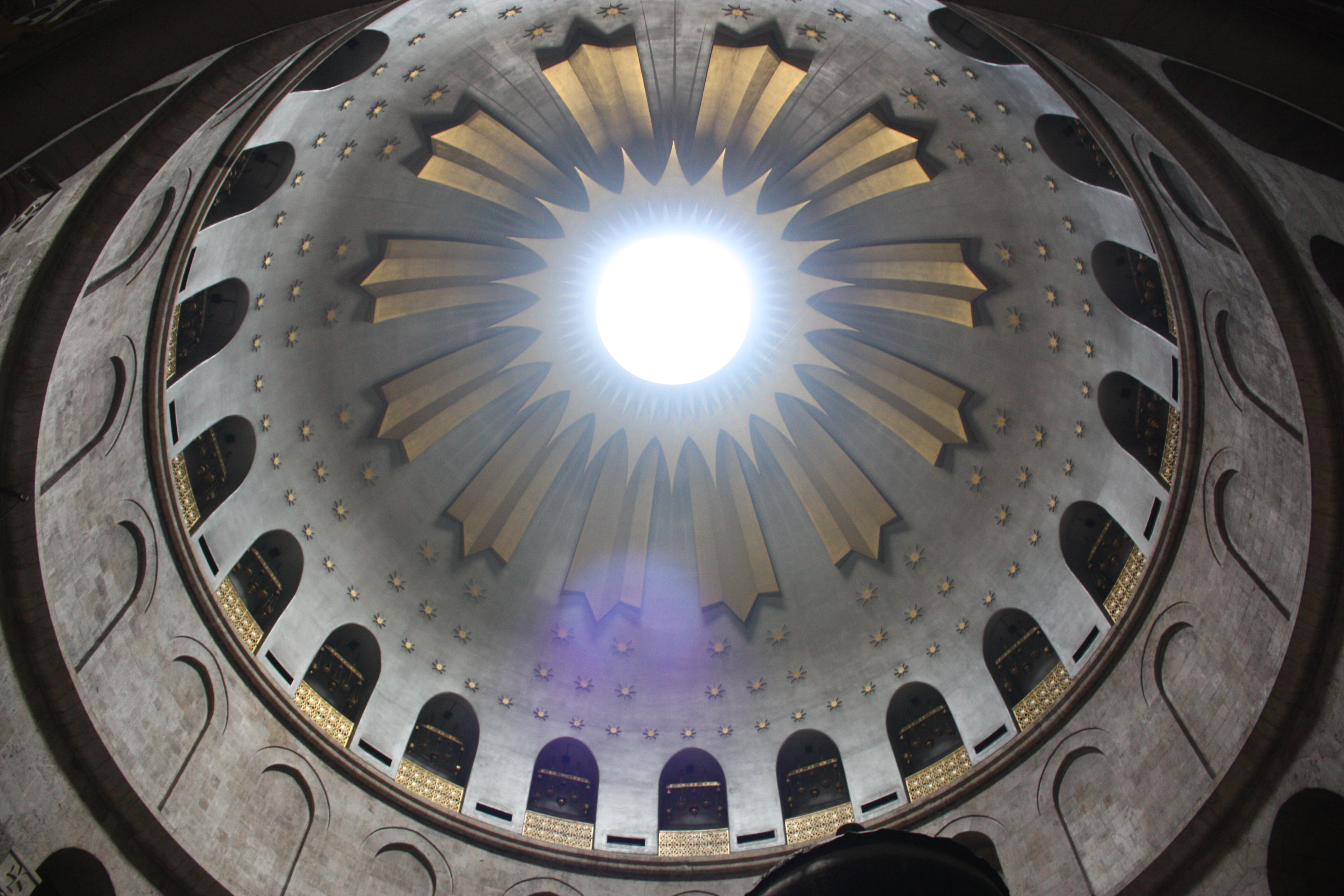
Rotonda dell'Anastasi.
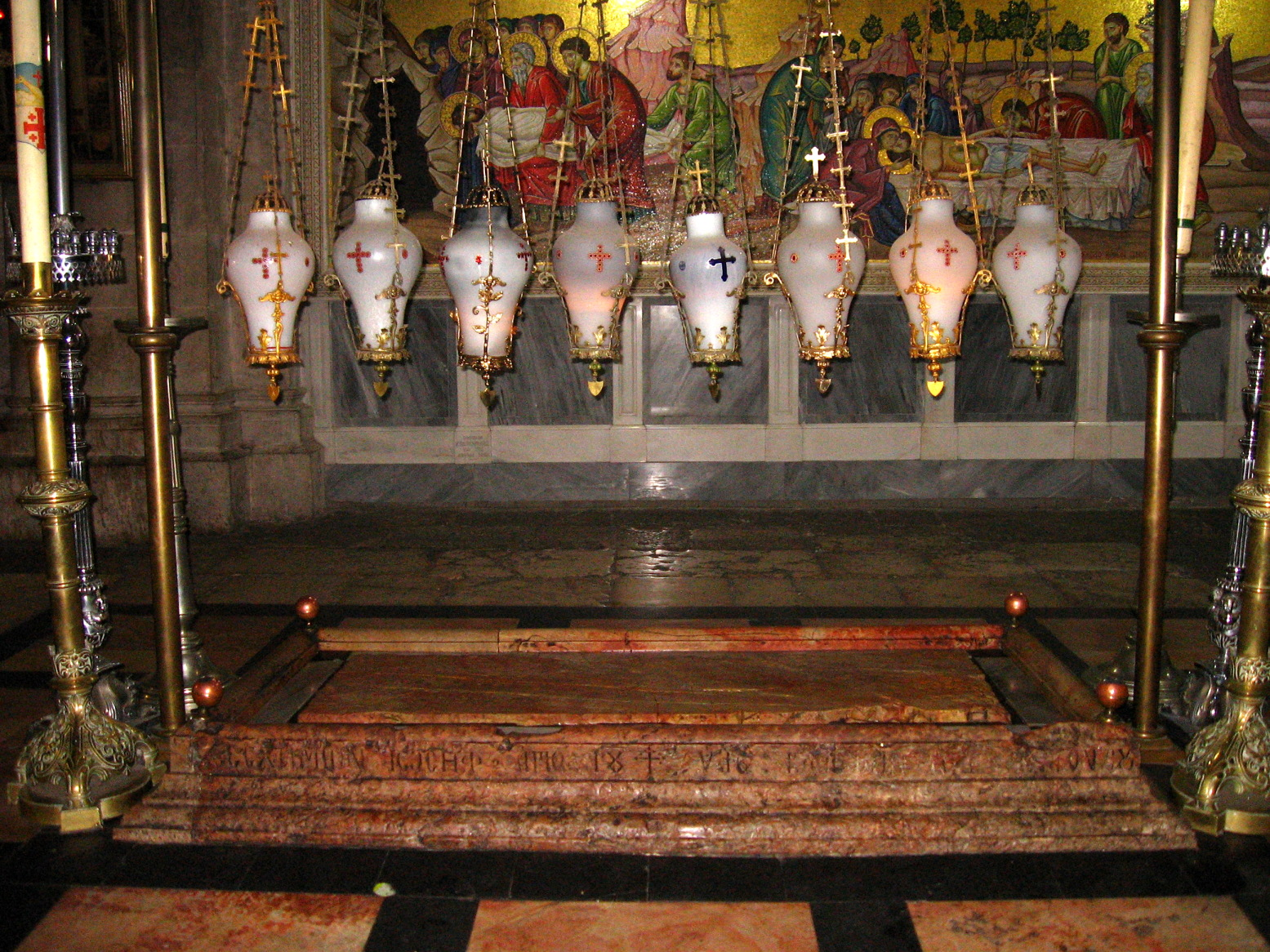
Pietra dell'Unzione.
Cappella siriaca.
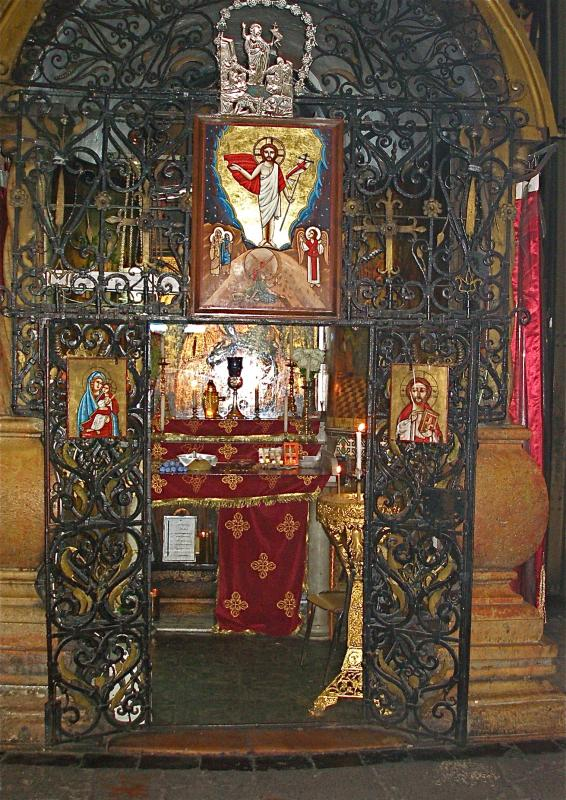
Cappella copta.
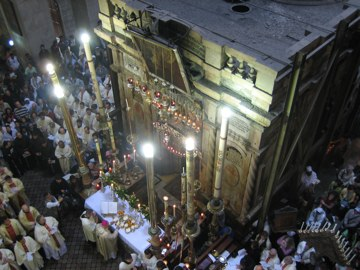
Presbiterio latino.
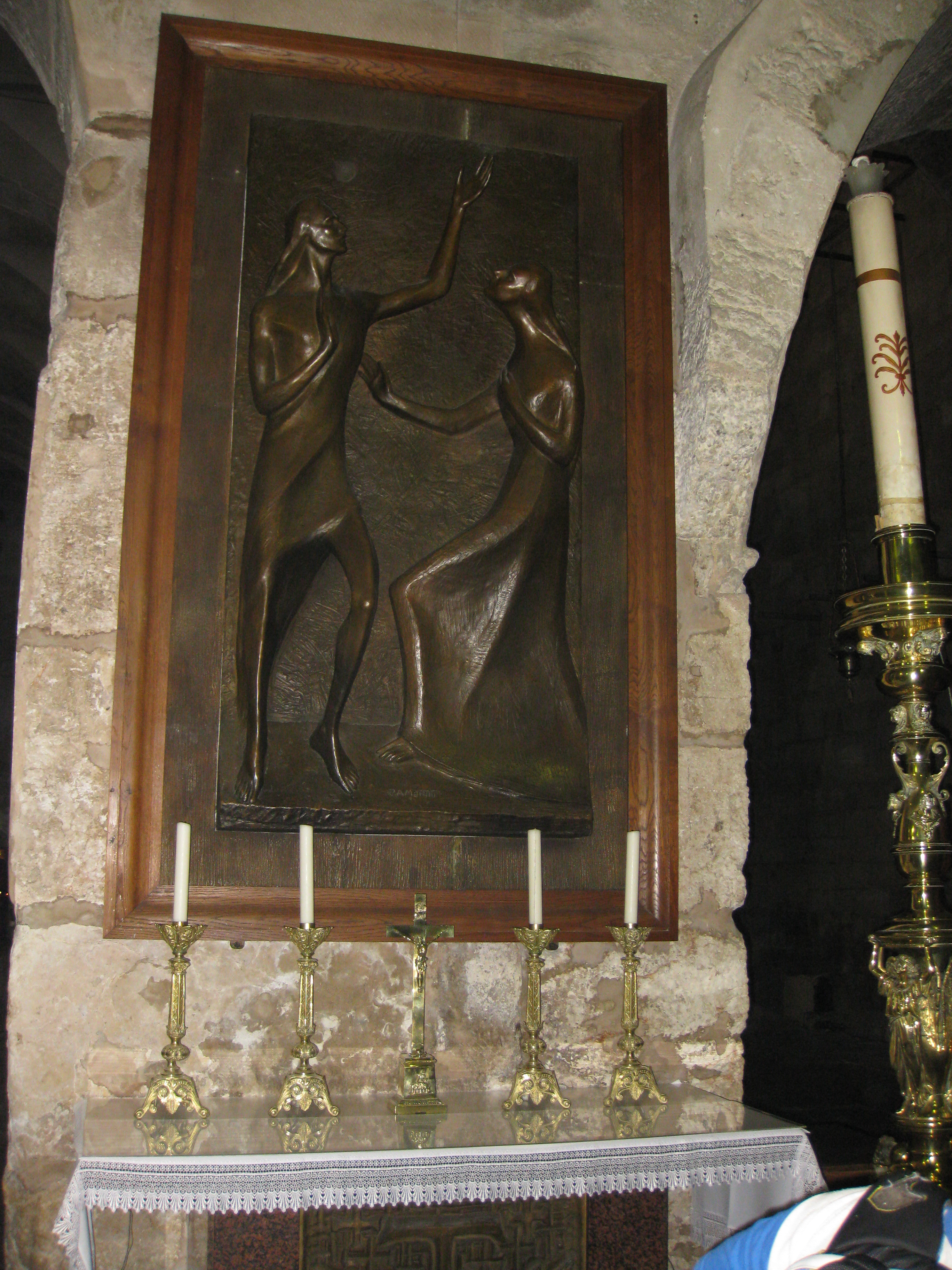
Altare di Santa Maria Maddalena.
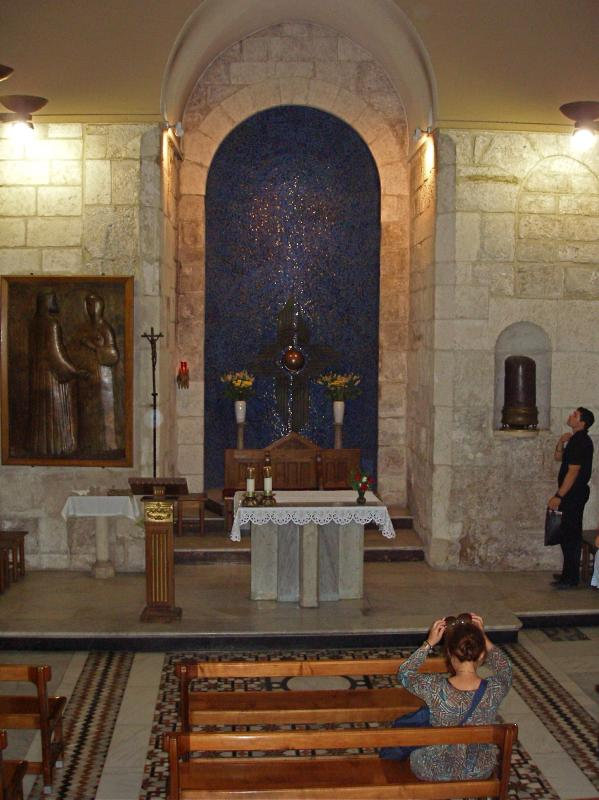
Cappella francescana dell'Apparizione di Gesù alla madre.
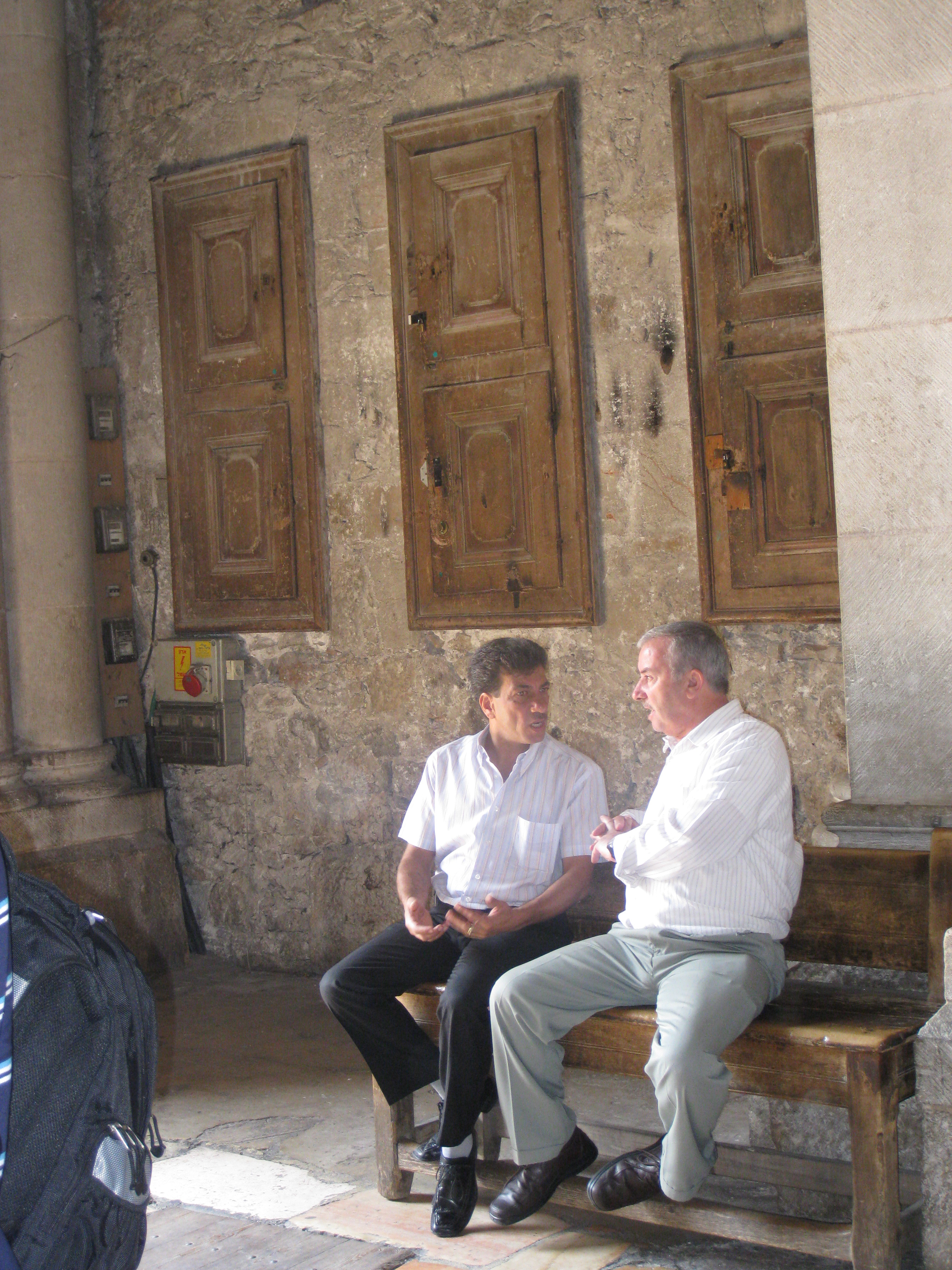
Guardiania musulmana.
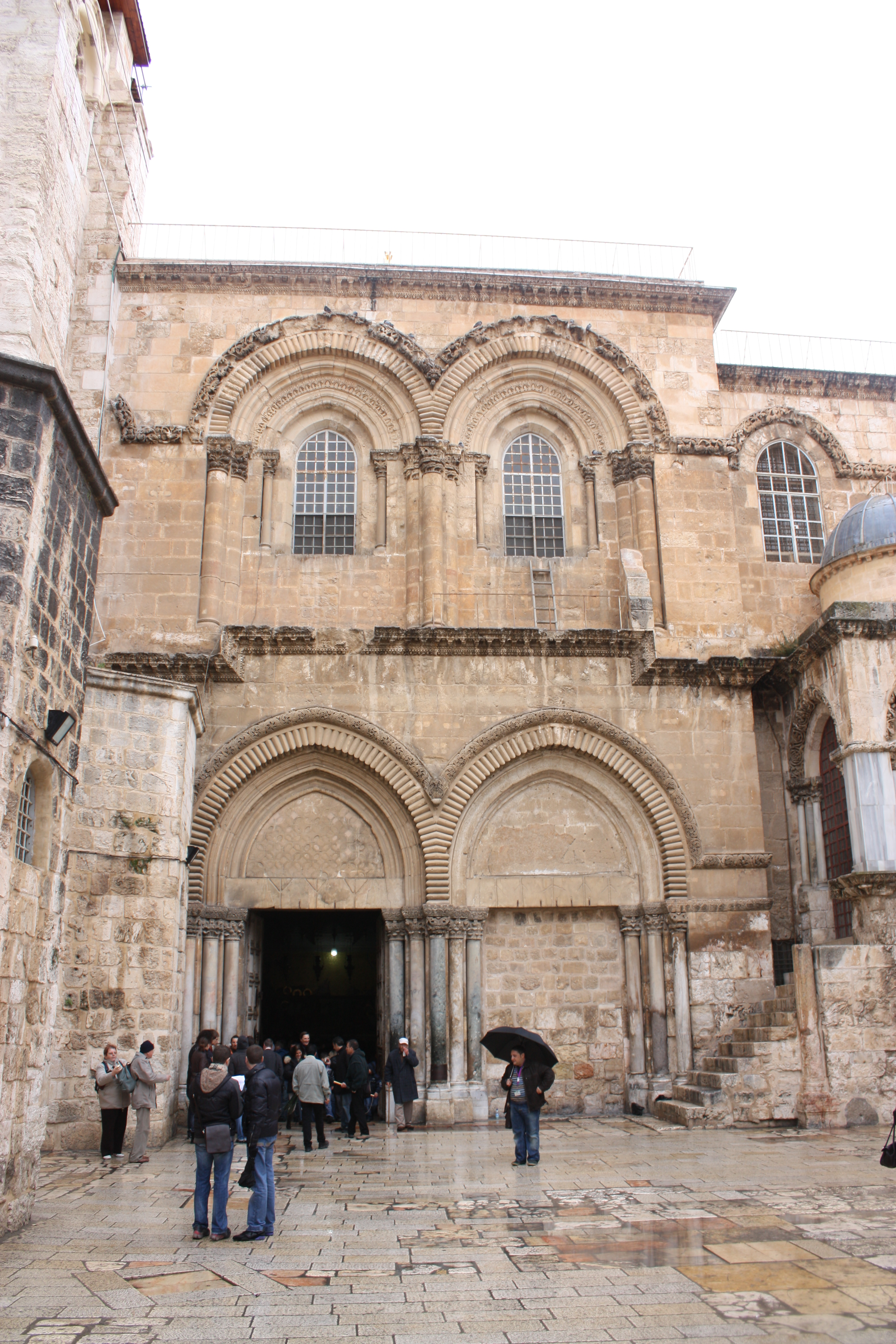
Facciata - ingresso alla basilica.
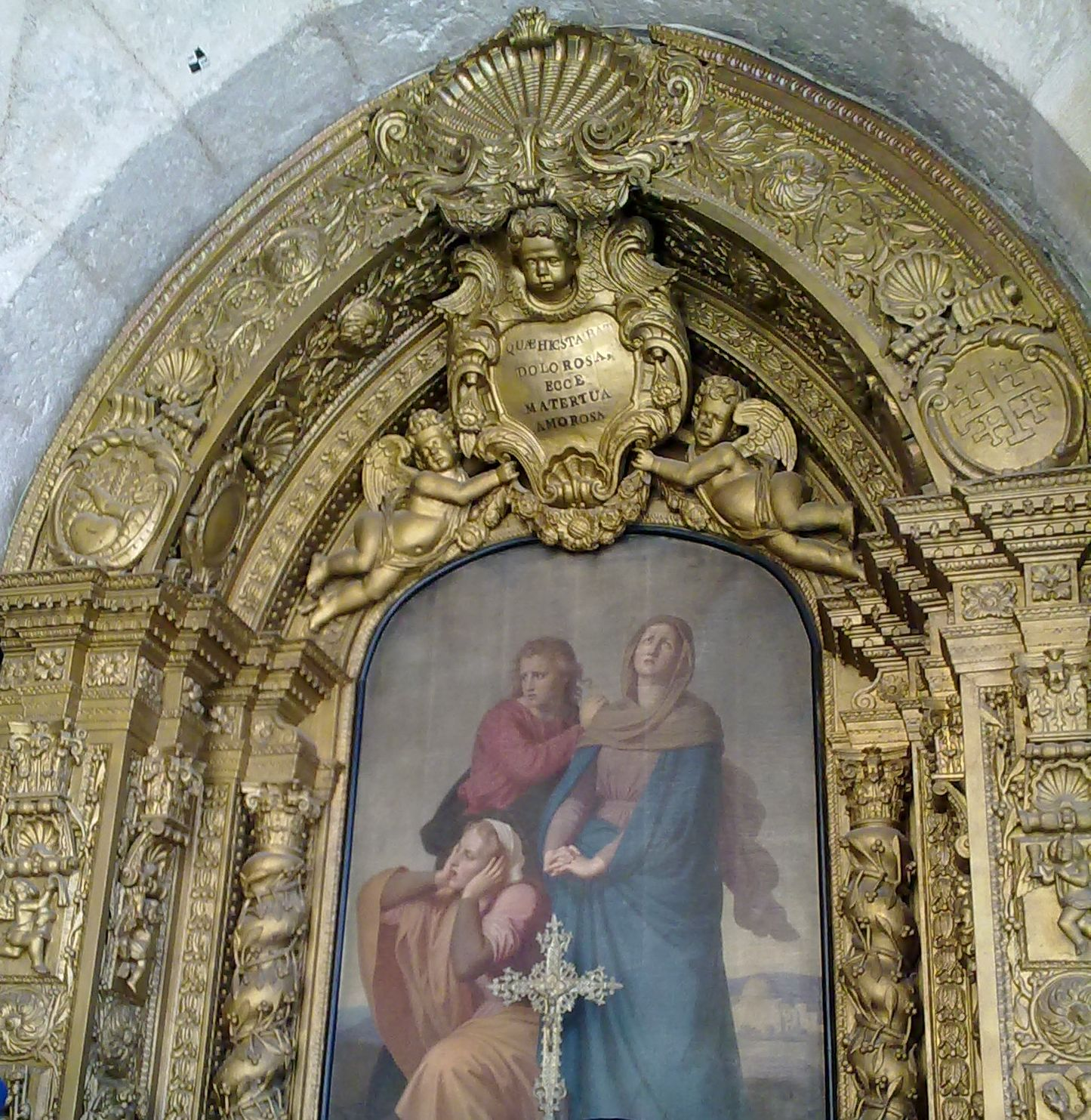
Cappella francescana dell'Agonia della Vergine.
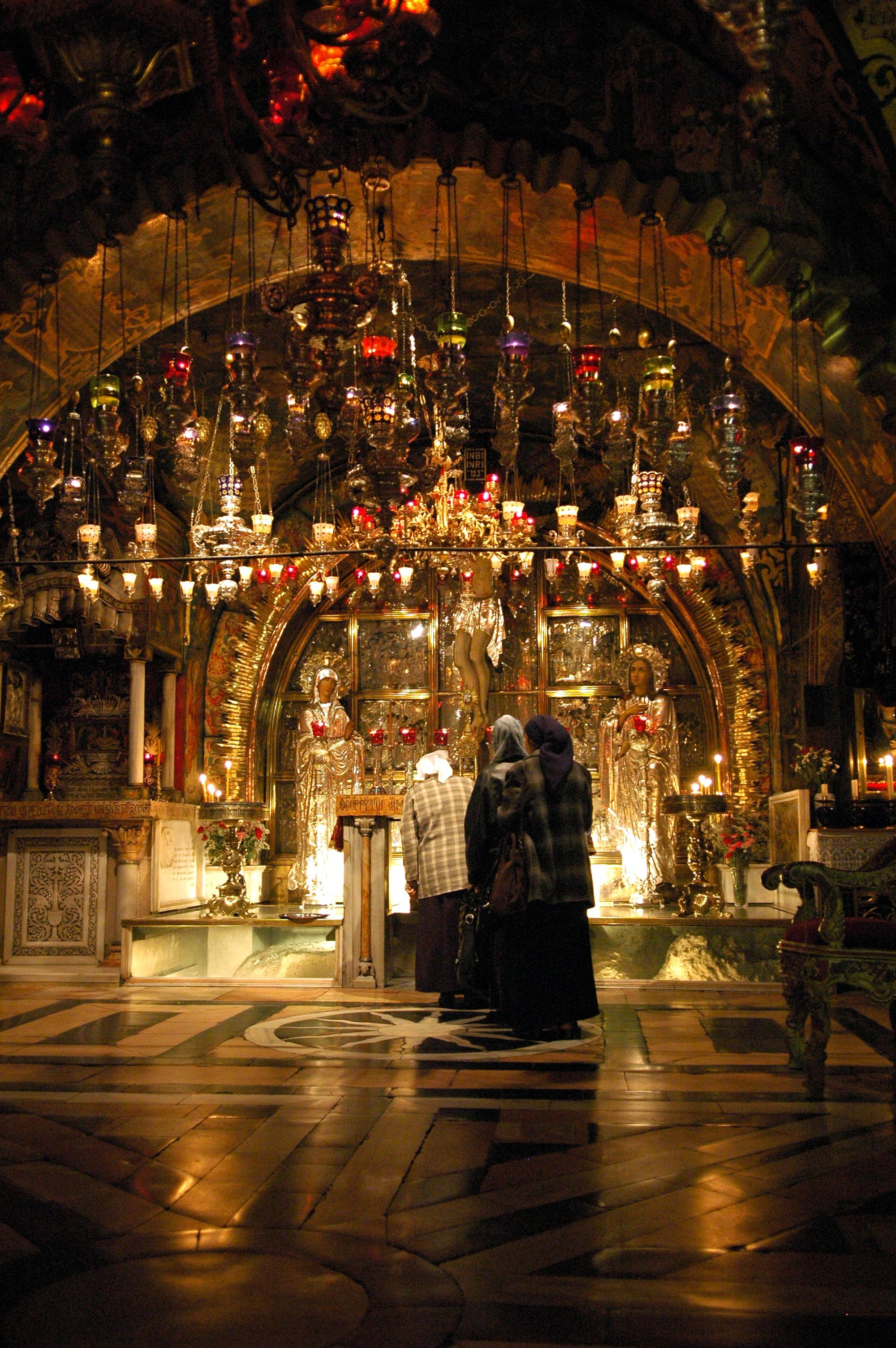
Calvario.
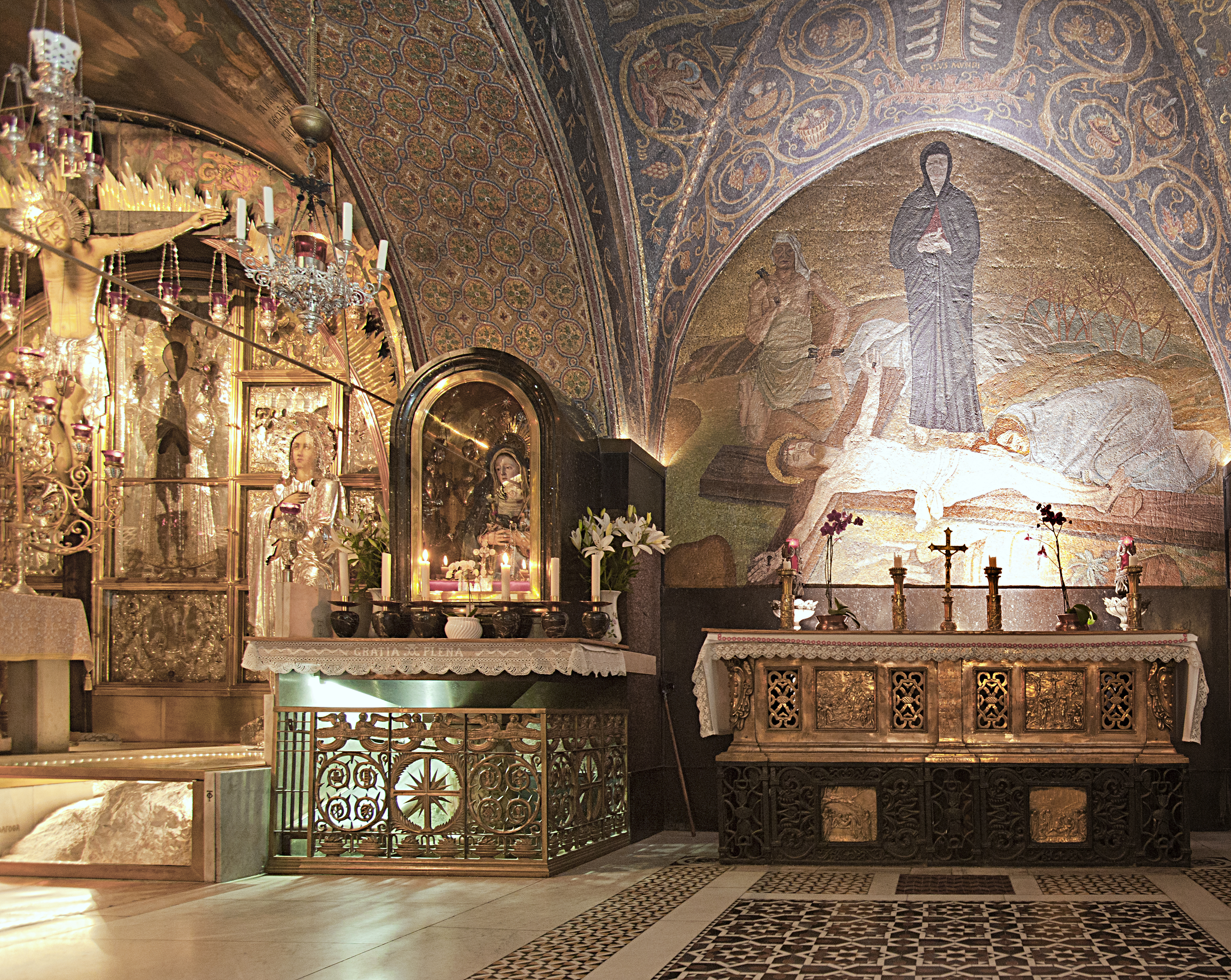
Altari della Stabat Mater e dei Chiodi della Croce.
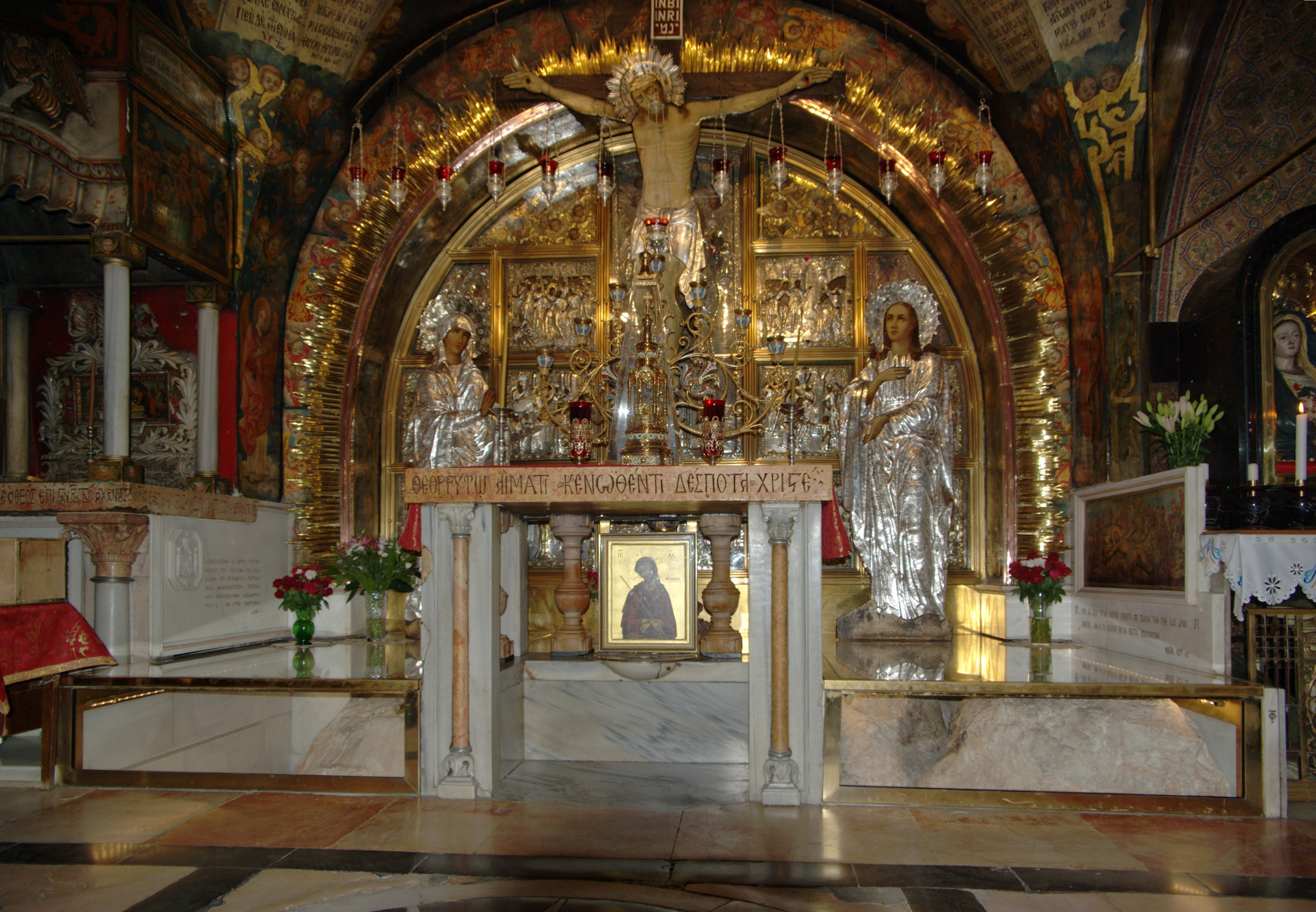
Altare della Crocifissione.
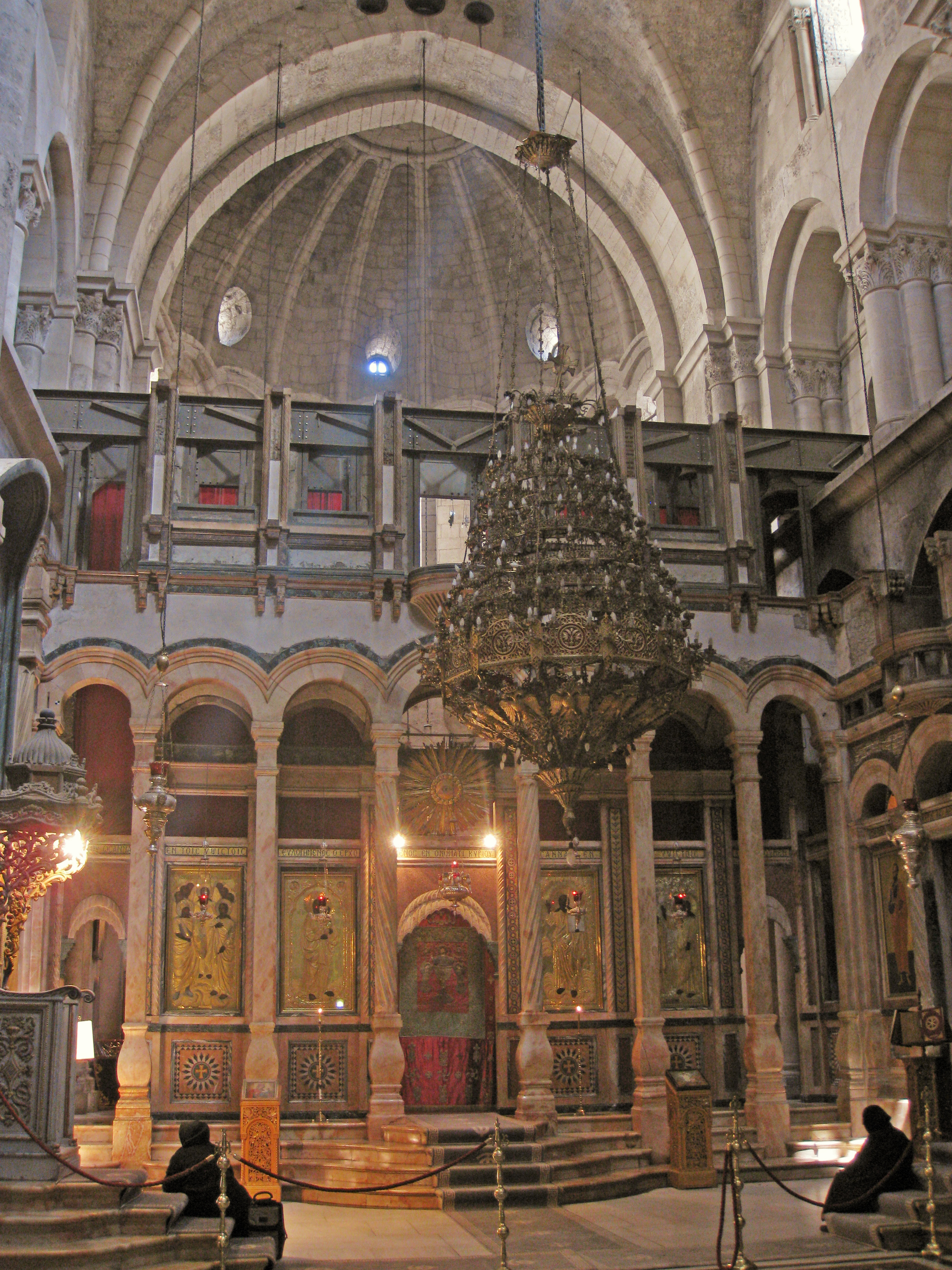
Iconostasi del presbiterio greco.
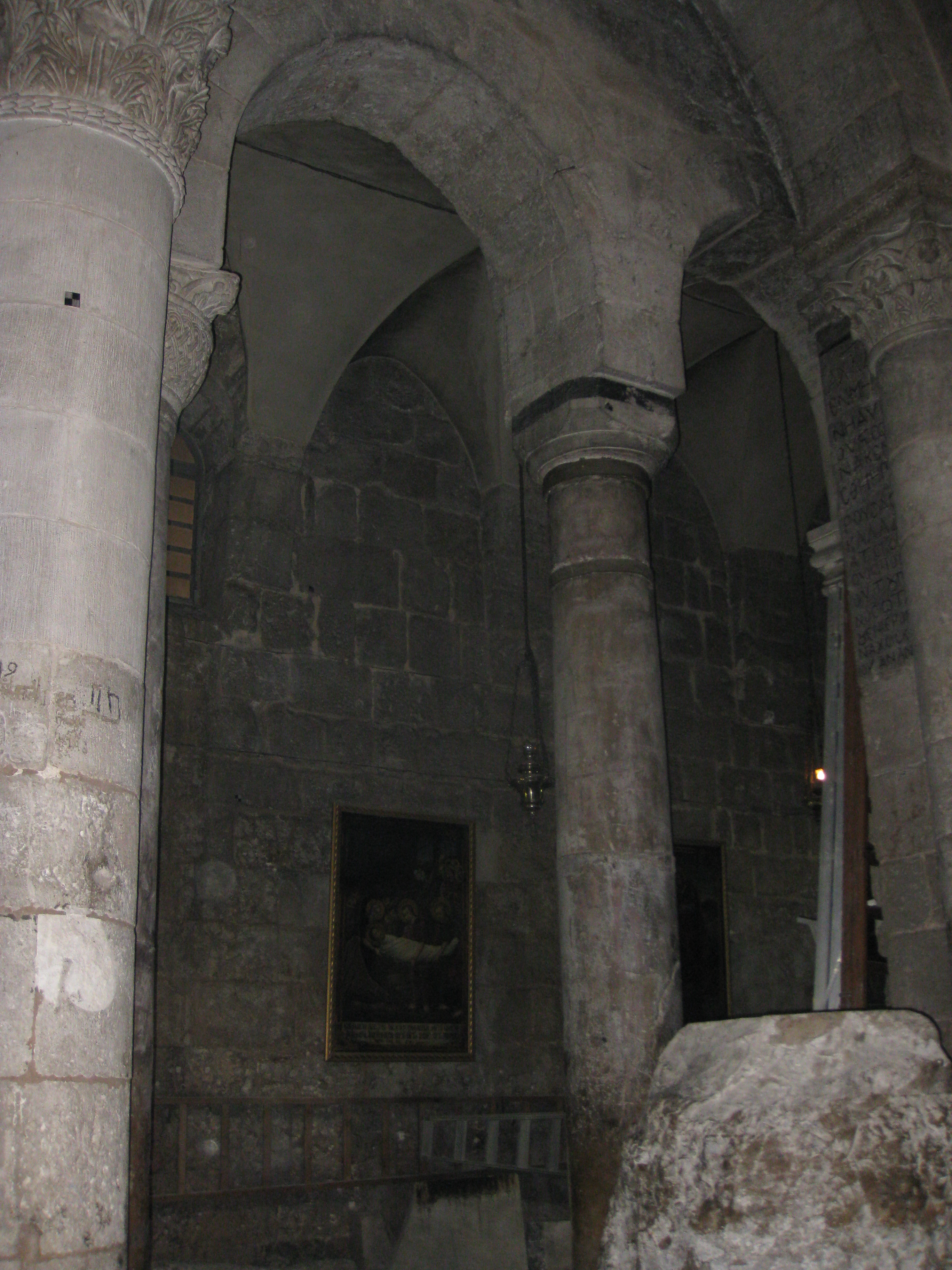
Archi della Vergine Maria.
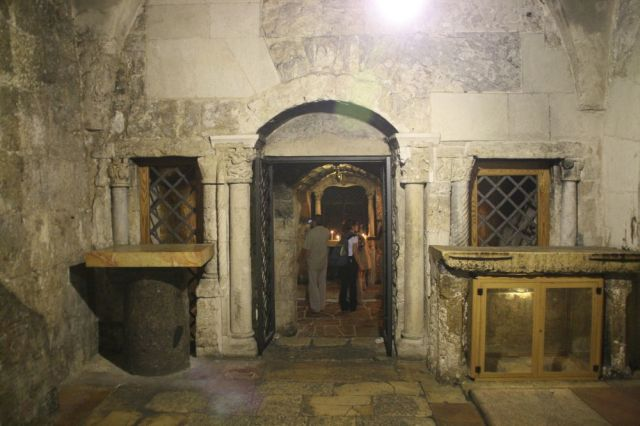
Santa Prigione.
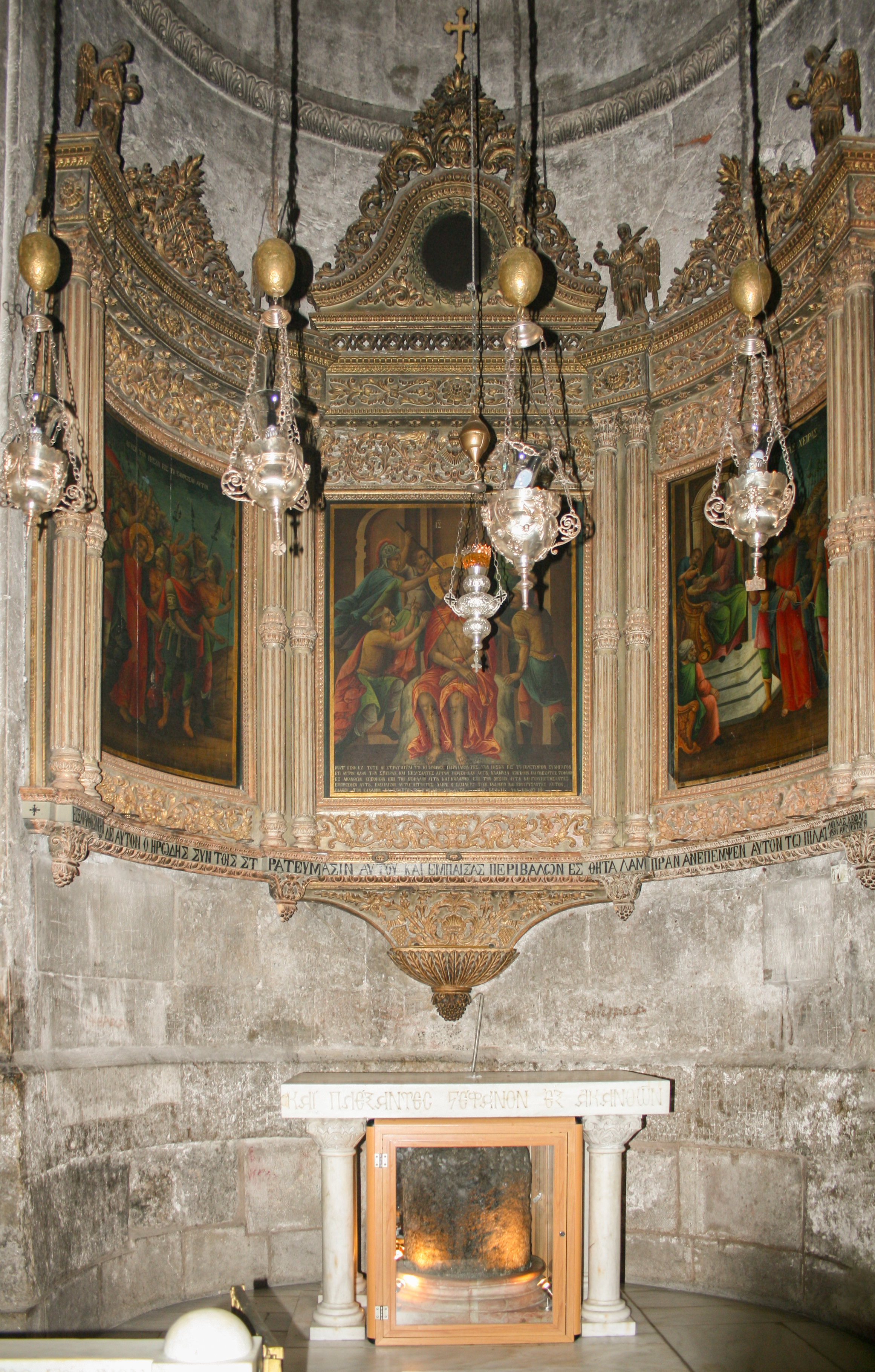
Cappella di San Longino.
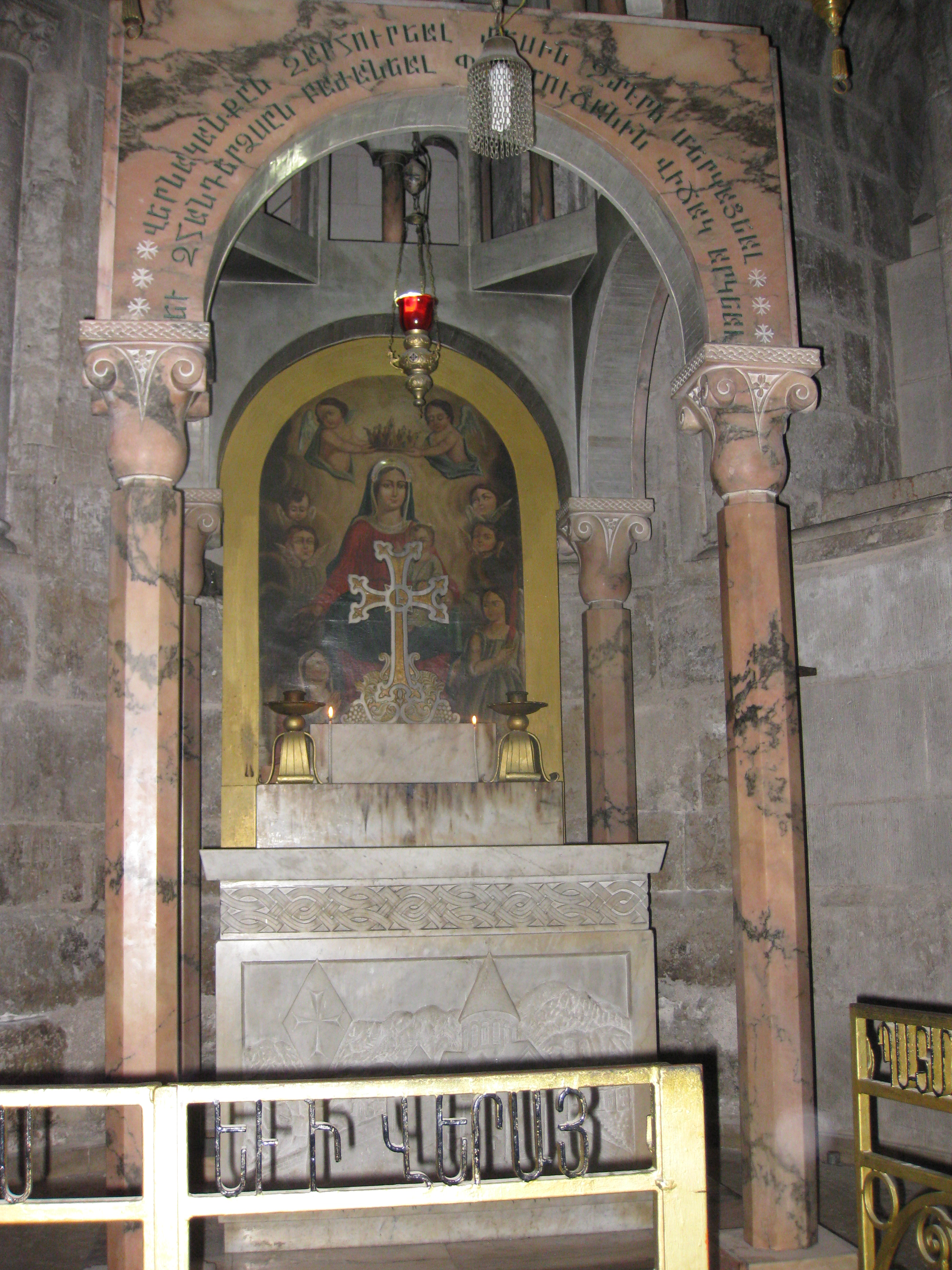
Cappella del sorteggio della veste di Gesù.
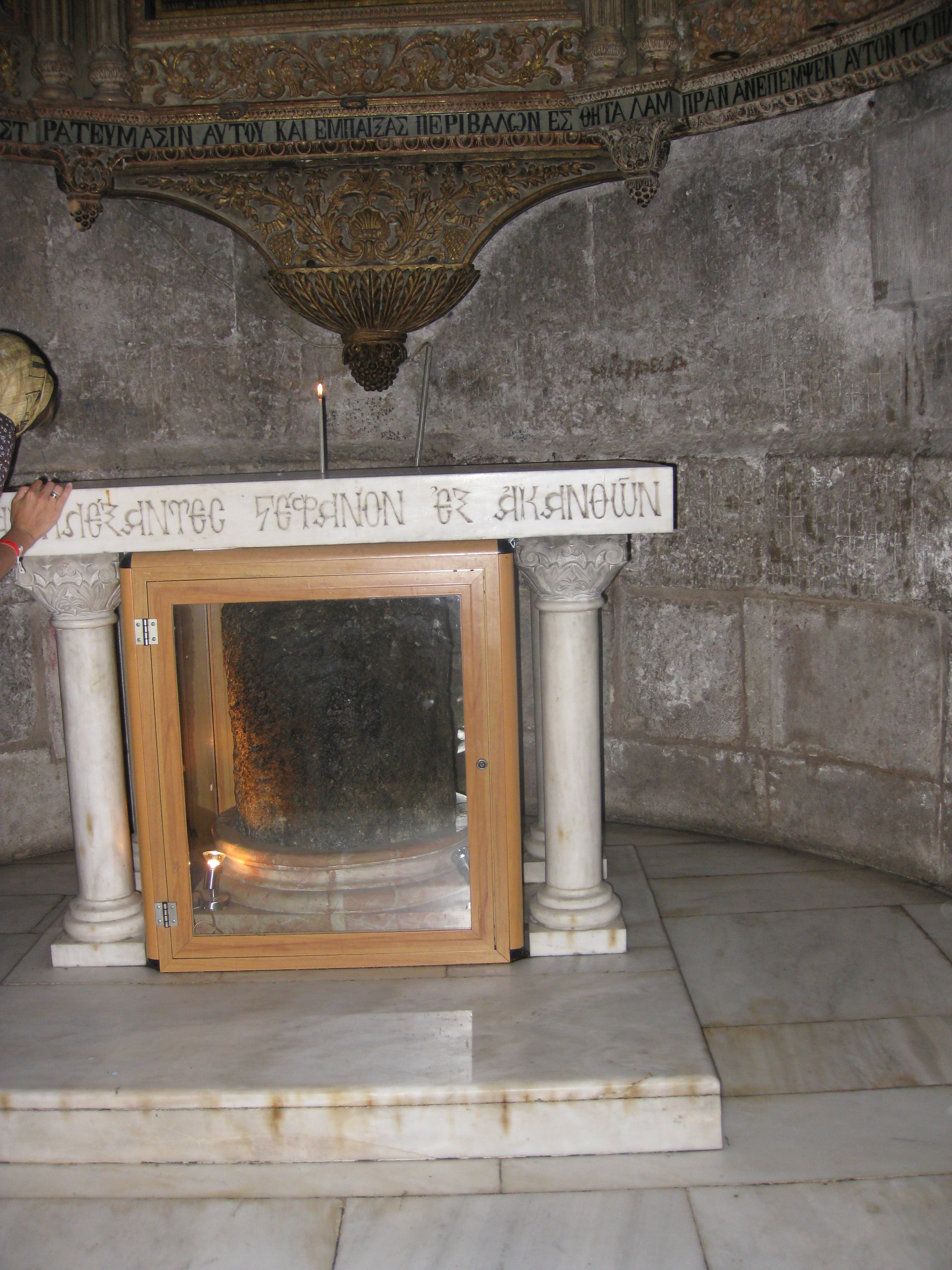
Cappella della derisione di Gesù.
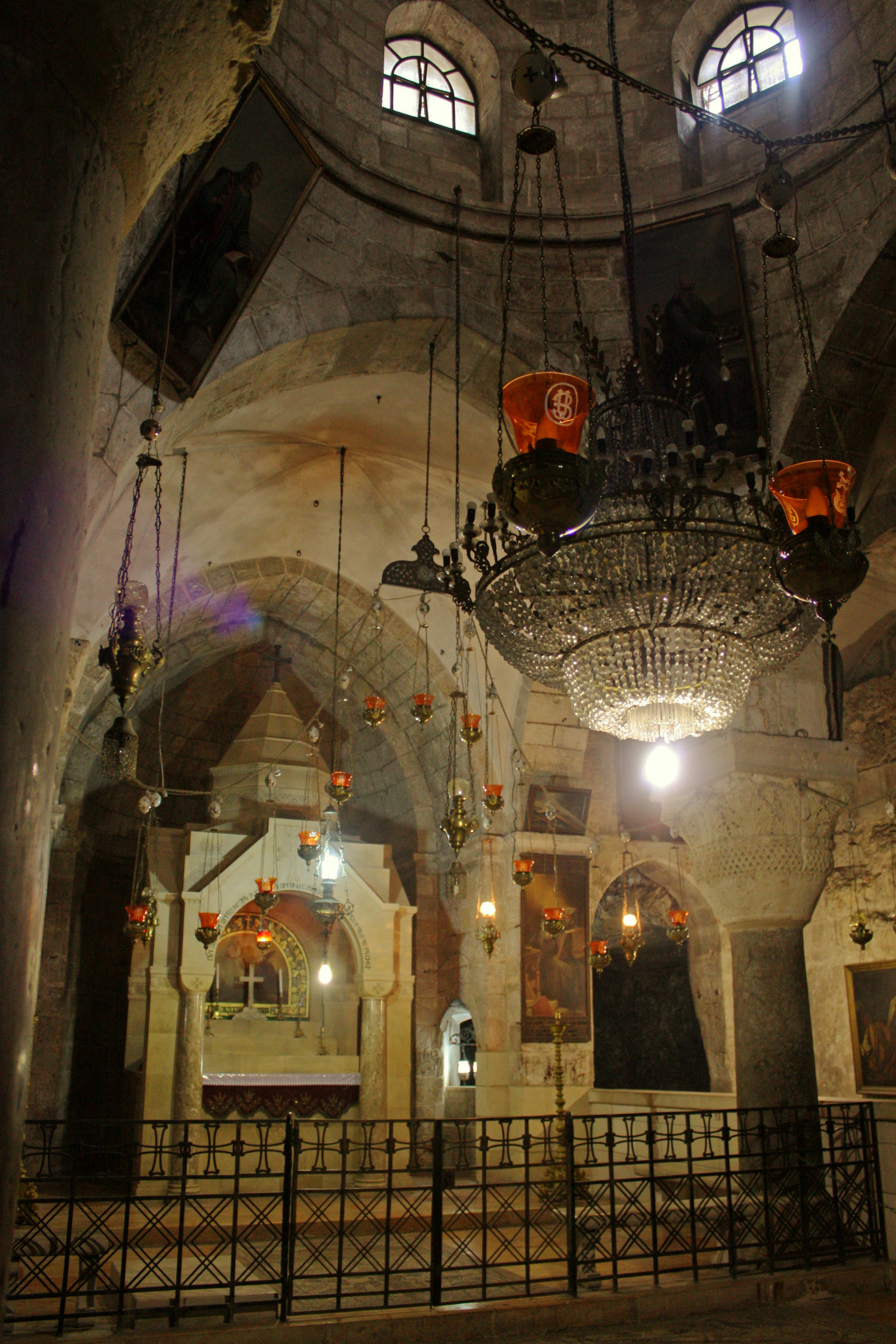
Cappella di Sant'Elena.
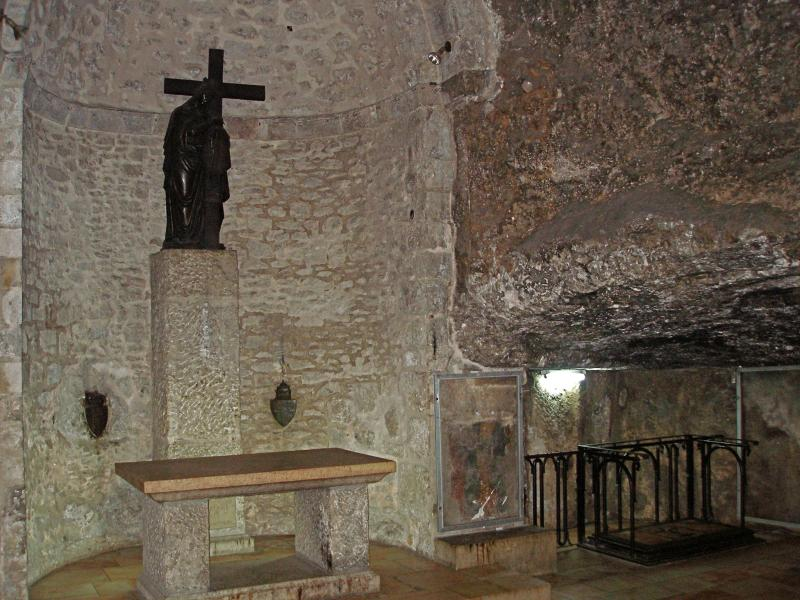
Cappella dell'Invenzione della Vera Croce.
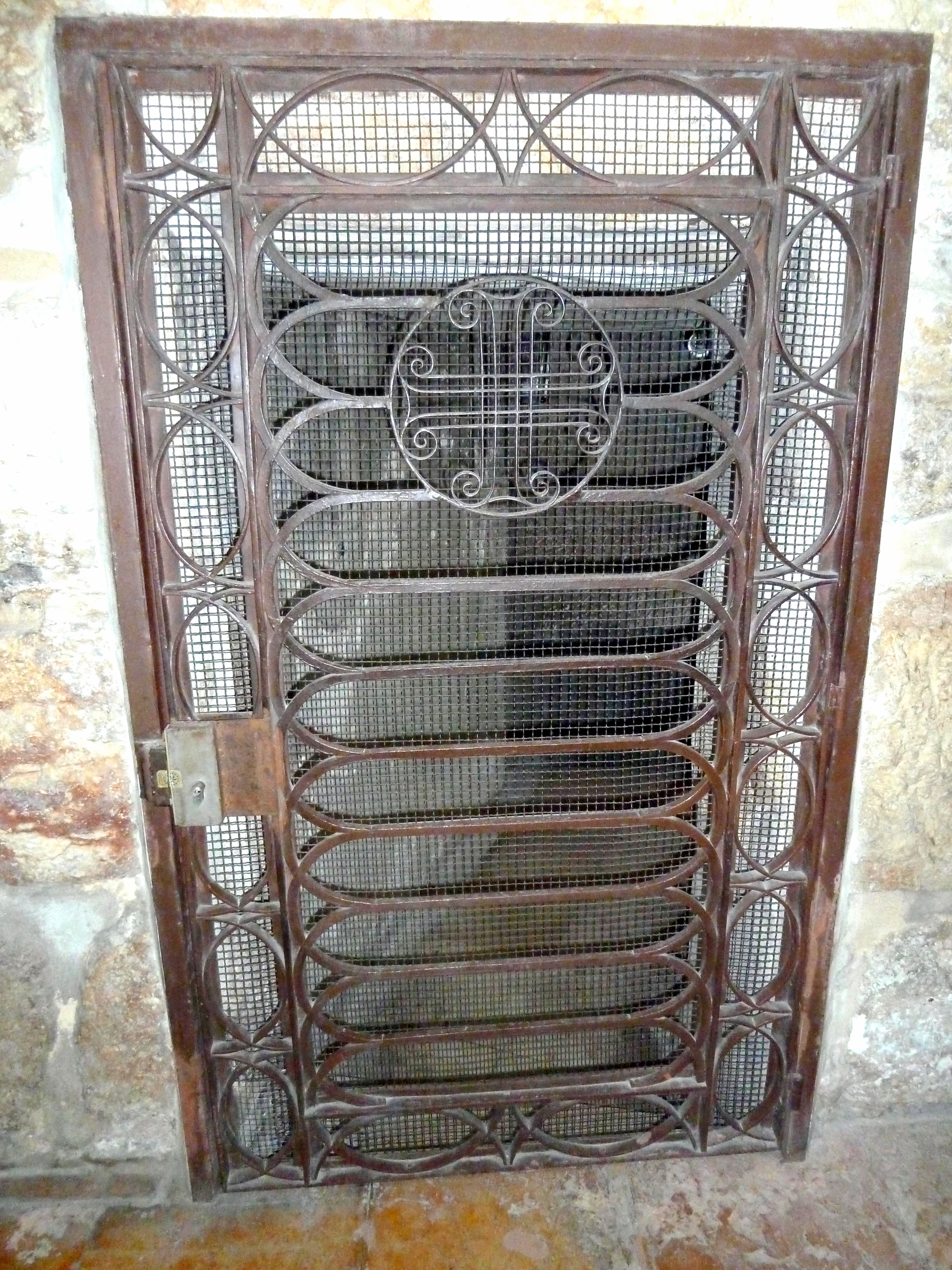
Ingresso della Cappella di San Vardan.

### Esterno

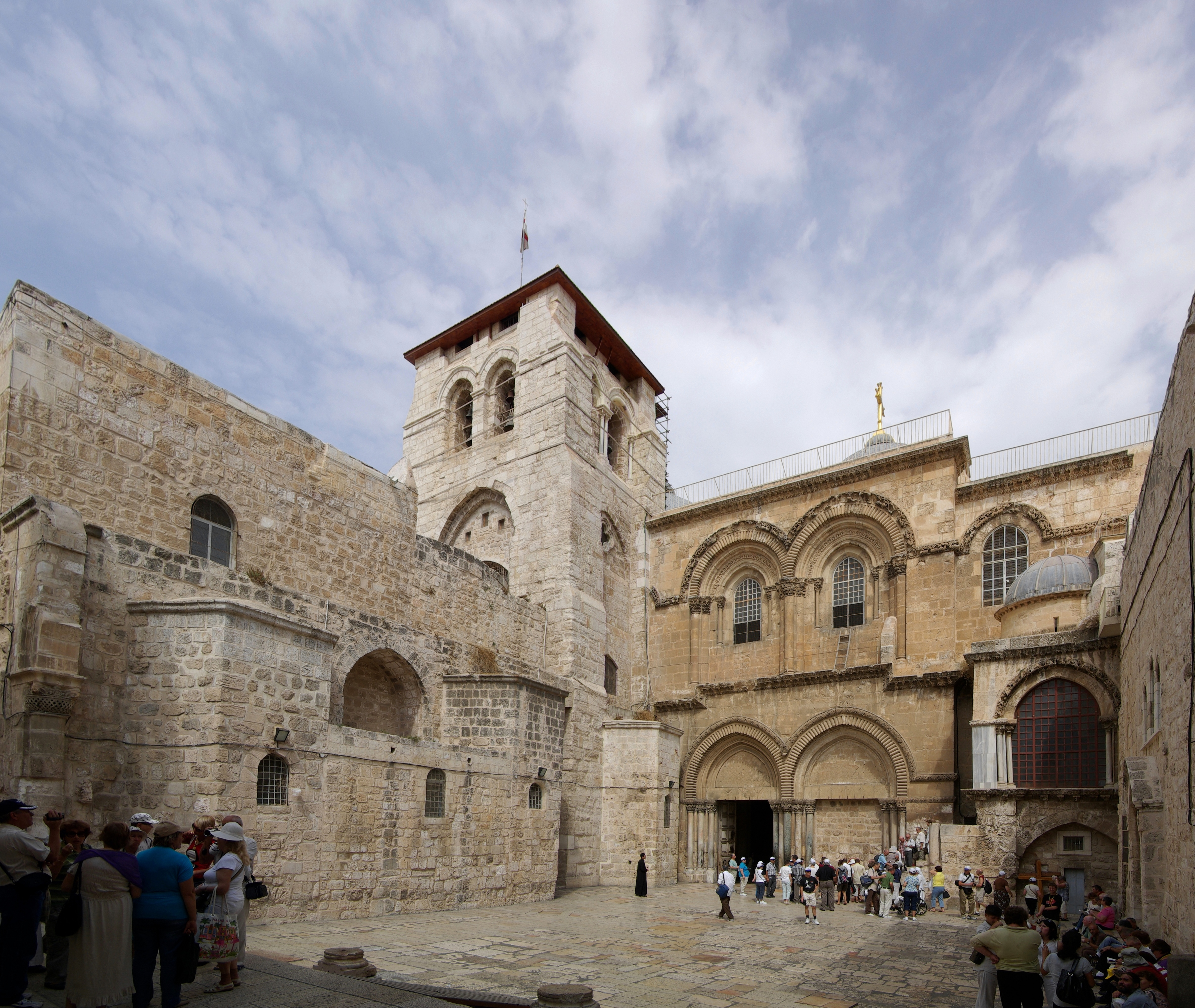
Il cortile d'ingresso.

L'ingresso alla chiesa avviene tramite una singola porta nel transetto sud. La chiave dell'ingresso viene custodita, per mantenere la pace tra le varie fazioni cristiane, dalla famiglia musulmana Joudeh Al Ghudaya, che ne mantiene la custodia fin da 1182, quando le fu affidata dal Saladino. Nel XVIII secolo le autorità ottomane incaricarono la famiglia Nuseibeh di aiutare la famiglia Joudeh nel suo compito. Oggi la famiglia Nuseibeh svolge la mansione di aprire e chiudere la porta giornalmente. Il 20 giugno 1999, tutte le denominazioni cristiane che dividono il controllo della chiesa concordarono sulla decisione di realizzare una nuova uscita per la chiesa. Non si ha notizia che questa porta sia stata completata.
La facciata del transetto, con paramento murario in blocchi di pietra, è suddivisa in due fasce da un cornicione: nella fascia inferiore vi sono due archi a tutto sesto con, all'interno dell'arco di sinistra, il portale d'ingresso; anche nella fascia superiore vi sono due archi ogivali, al centro di ognuno dei quali si apre una monofora. Appoggiata alla monofora destra è la cosiddetta Scala inamovibile, una scala a pioli di legno in loco dal 1854, simbolo dello Statu Quo.
Alla sinistra della facciata, si eleva la torre campanaria, di poco più alta rispetto al transetto. Essa è a pianta quadrata e, alla sua base, si trova una cappella absidata officiata dalla chiesa ortodossa greca. La cella campanaria si apre verso l'esterno con una bifora ogivale su ognuno dei quattro lati.
Alla destra della facciata, preceduta da una scalinata, vi è la Cappella della Madonna Addolorata o Cappella dei Franchi, antico ingresso alla cappella del Calvario. A pianta quadrata, è coperta con una cupoletta poggiante su un basso tamburo privo di aperture, e nelle sue pareti si aprono due grandi monofore ogivali che danno luce all'interno.

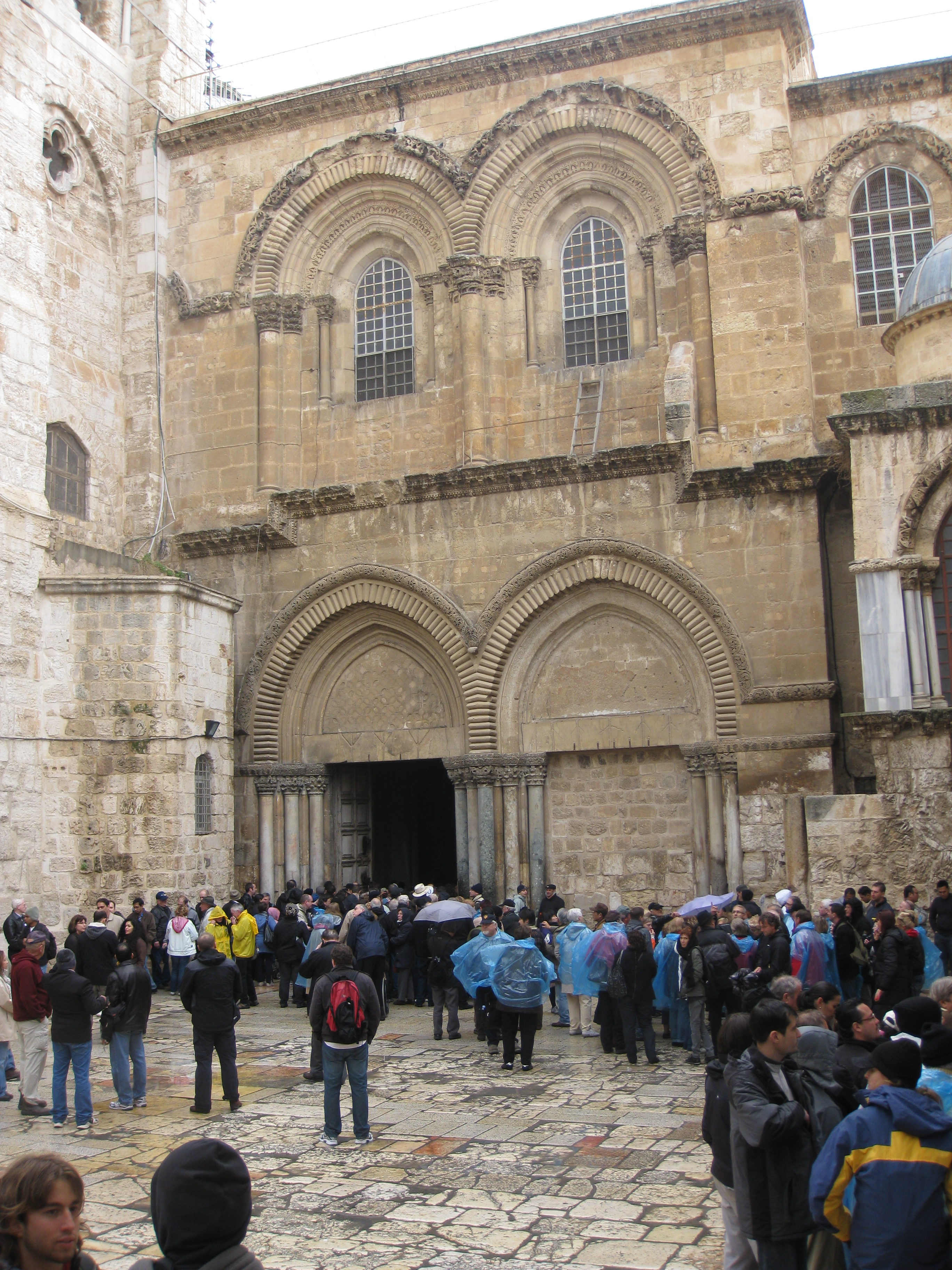
La facciata del transetto.
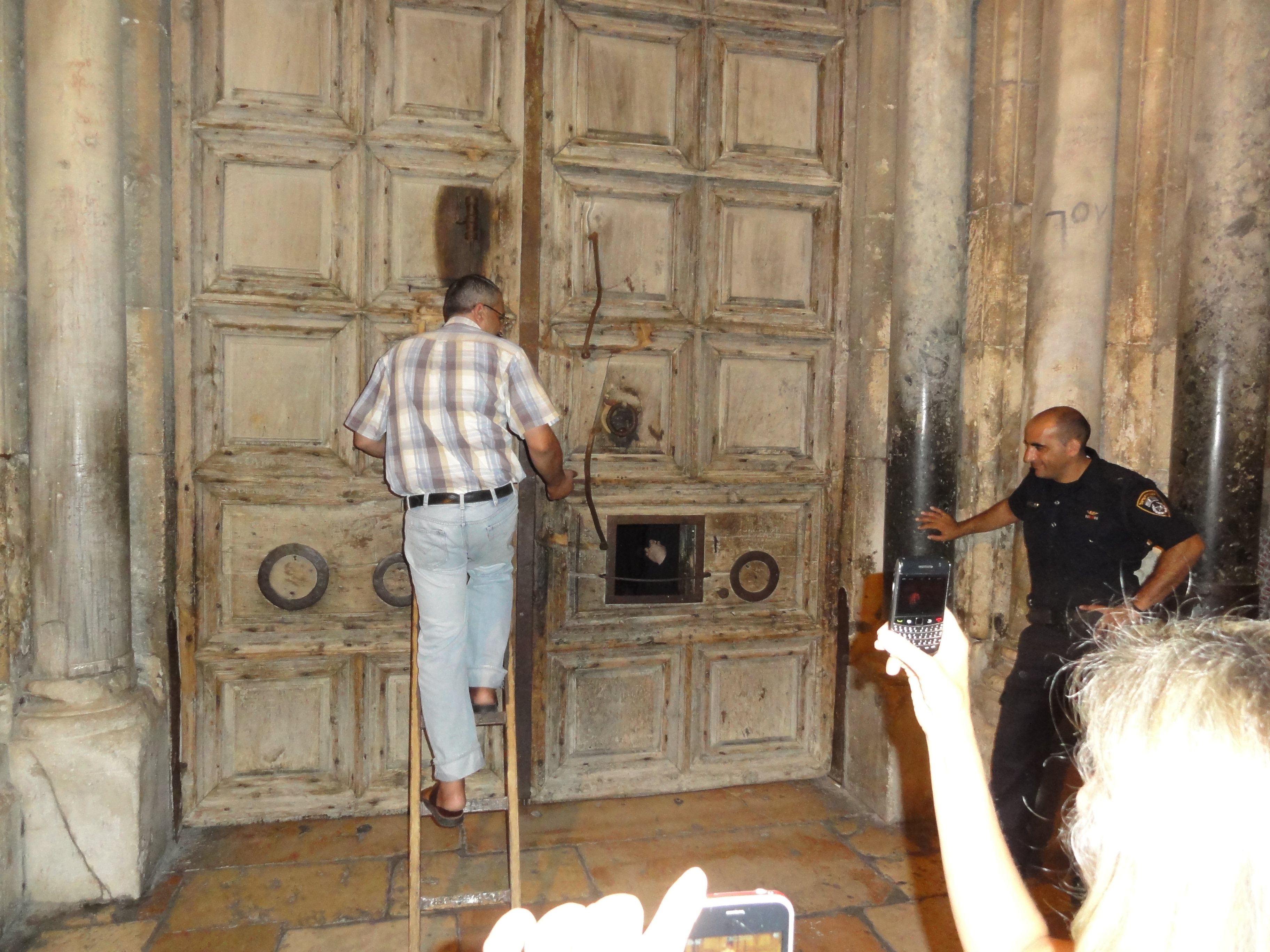
La chiusura del portale da parte di un membro della famiglia Nuseibeh.
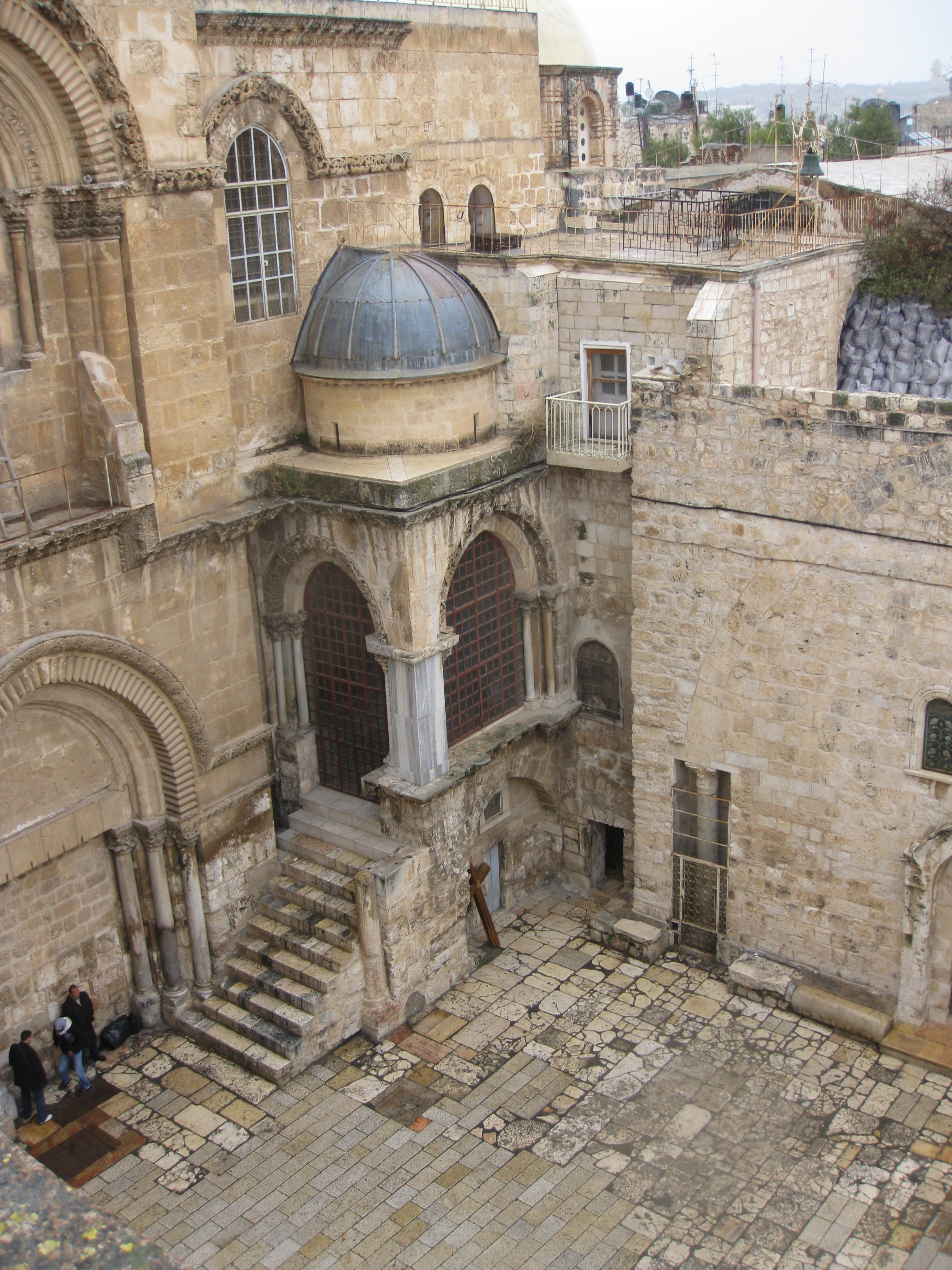
La cappella della Madonna Addolorata.
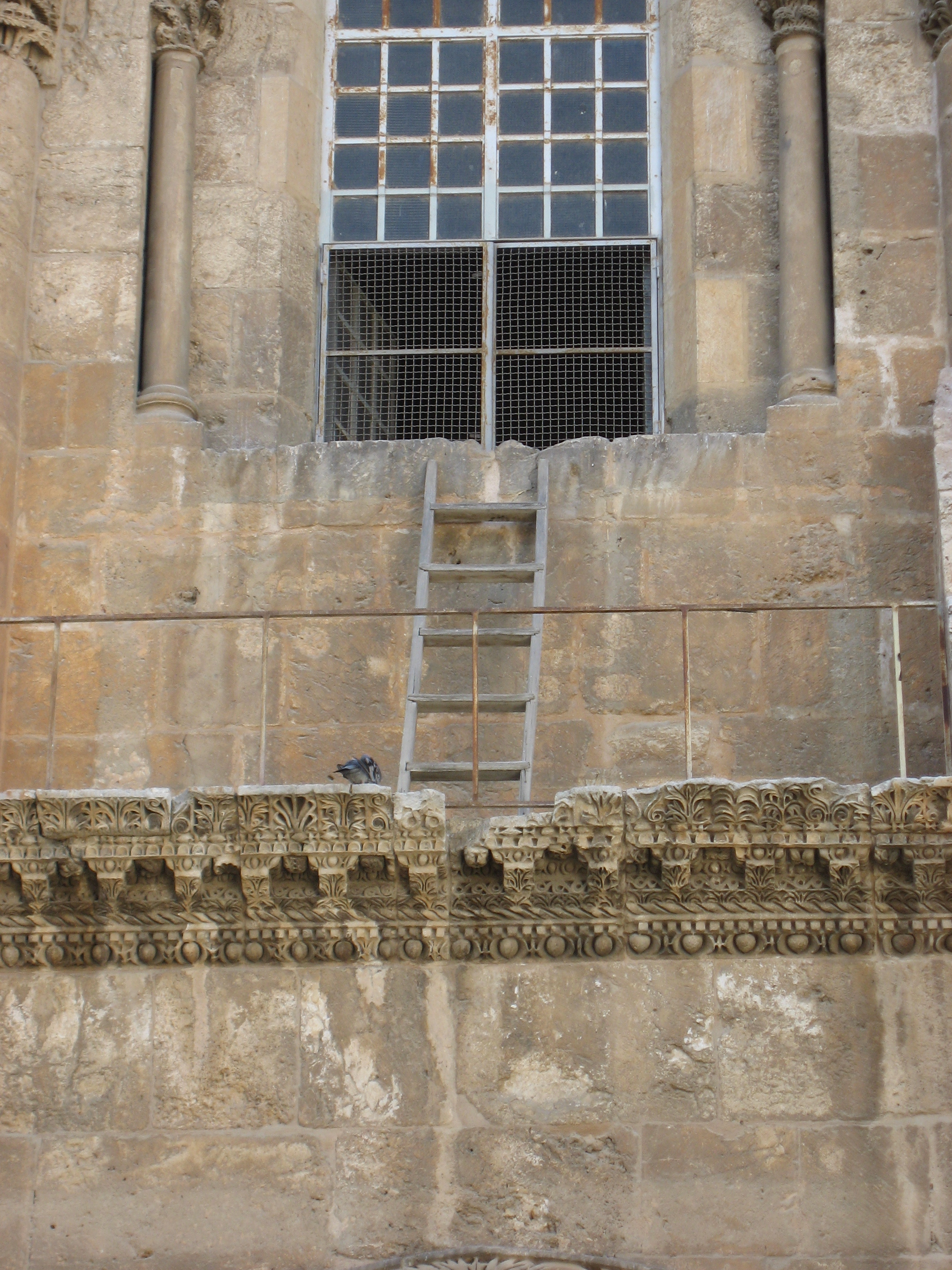
La scala inamovibile.

### Interno

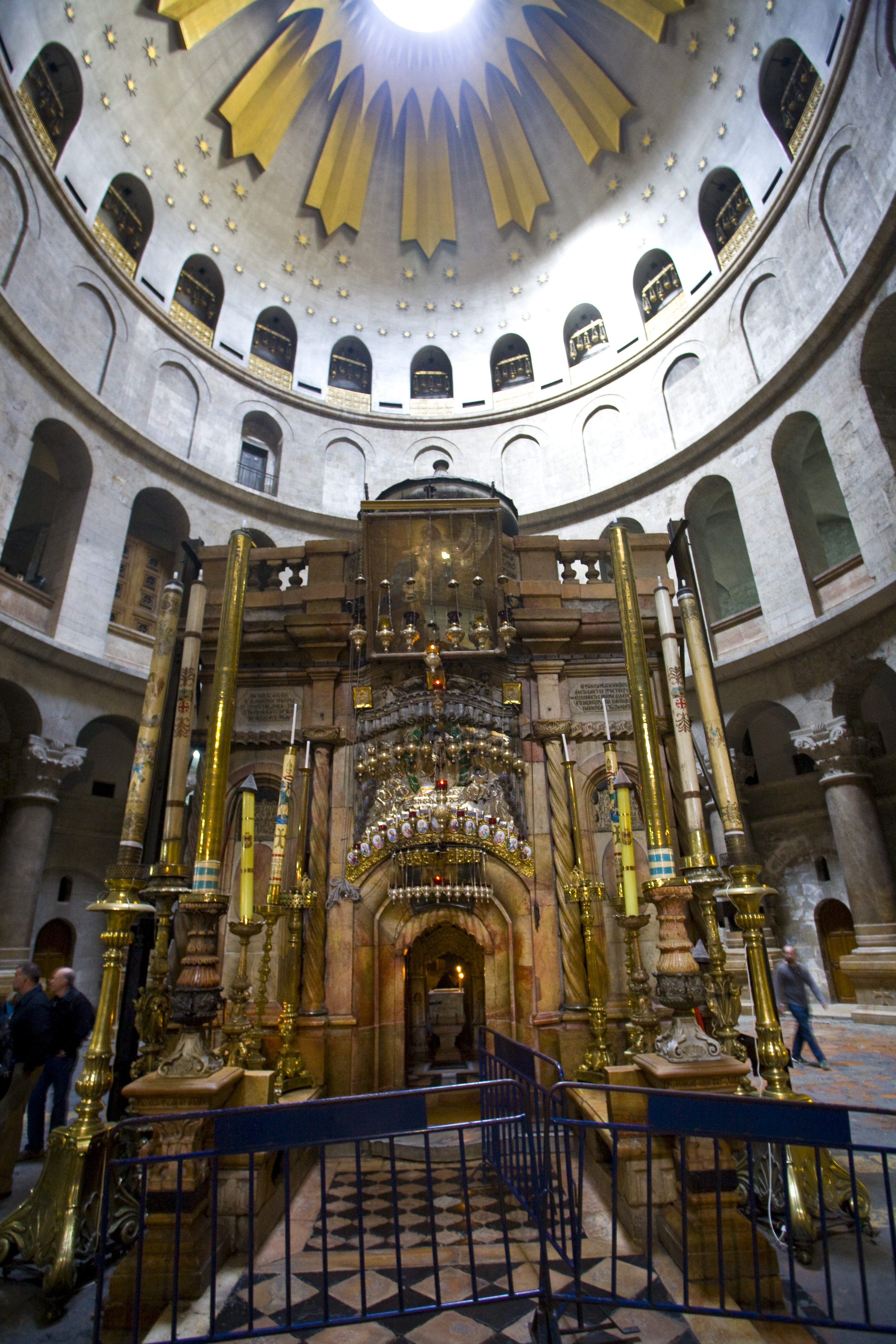
Interno della Rotonda dell'Anastasi coll'Edicola del Santo Sepolcro.

Appena oltre l'ingresso si trova la Pietra dell'Unzione, che è ritenuta il luogo dove il corpo di Gesù venne preparato per la sepoltura. A sinistra (a ovest), si trova la Rotonda dell'Anastasi, sotto la più grande delle due cupole della chiesa, al centro della quale è posta l'Edicola del Santo Sepolcro. In base allo Statu Quo, le Chiese ortodossa, cattolica e armena hanno diritto di accesso all'interno della tomba, e tutte e tre le comunità vi celebrano quotidianamente la Messa. Viene usata inoltre per altre cerimonie in occasioni speciali, come la cerimonia del "Fuoco Santo" che si tiene nel sabato santo, celebrata dal Patriarca greco-ortodosso di Gerusalemme. A ridosso della parte posteriore dell'edicola, all'interno di una cappella costruita con una struttura in ferro su una base semicircolare in pietra, si trova l'altare usato dalla Chiesa ortodossa copta. Oltre a questa, sul retro della rotonda, si trova una cappella in stile grezzo che si crede sia la tomba di Giuseppe di Arimatea, nella quale la Chiesa ortodossa siriaca celebra la sua liturgia nelle domeniche. A destra del sepolcro, sul lato sud-orientale della rotonda, si trova la cappella dell'Apparizione, riservata all'uso della Chiesa cattolica.
Sul lato est opposto alla rotonda si trova la struttura, risalente alle Crociate, che ospita l'altare principale della chiesa, oggi il Catholicon greco-ortodosso. Il Catholicon è ricavato nella crociera e nell'abside della basilica crociata ed è delimitato da alte mura marmoree; la navata è coperta con una cupola la cui superficie interna è interamente ricoperta con un mosaico raffigurante Cristo Pantocratore. Al di sotto della cupola, vi è il compas, un omphalos un tempo ritenuto essere il centro del mondo. Il presbiterio del Catholicon occupa interamente l'abside ed è diviso dallo spazio riservato ai fedeli tramite un'alta iconostasi marmorea. Essa è costituita da sette archi a tutto sesto poggianti su esili pilastri, con i due centrali tortili. Nello spazio antistante l'iconostasi, si trovano due troni barocchi in marmi policromi, uno riservato al patriarca, l'altro ai celebranti vescovi in visita alla basilica.

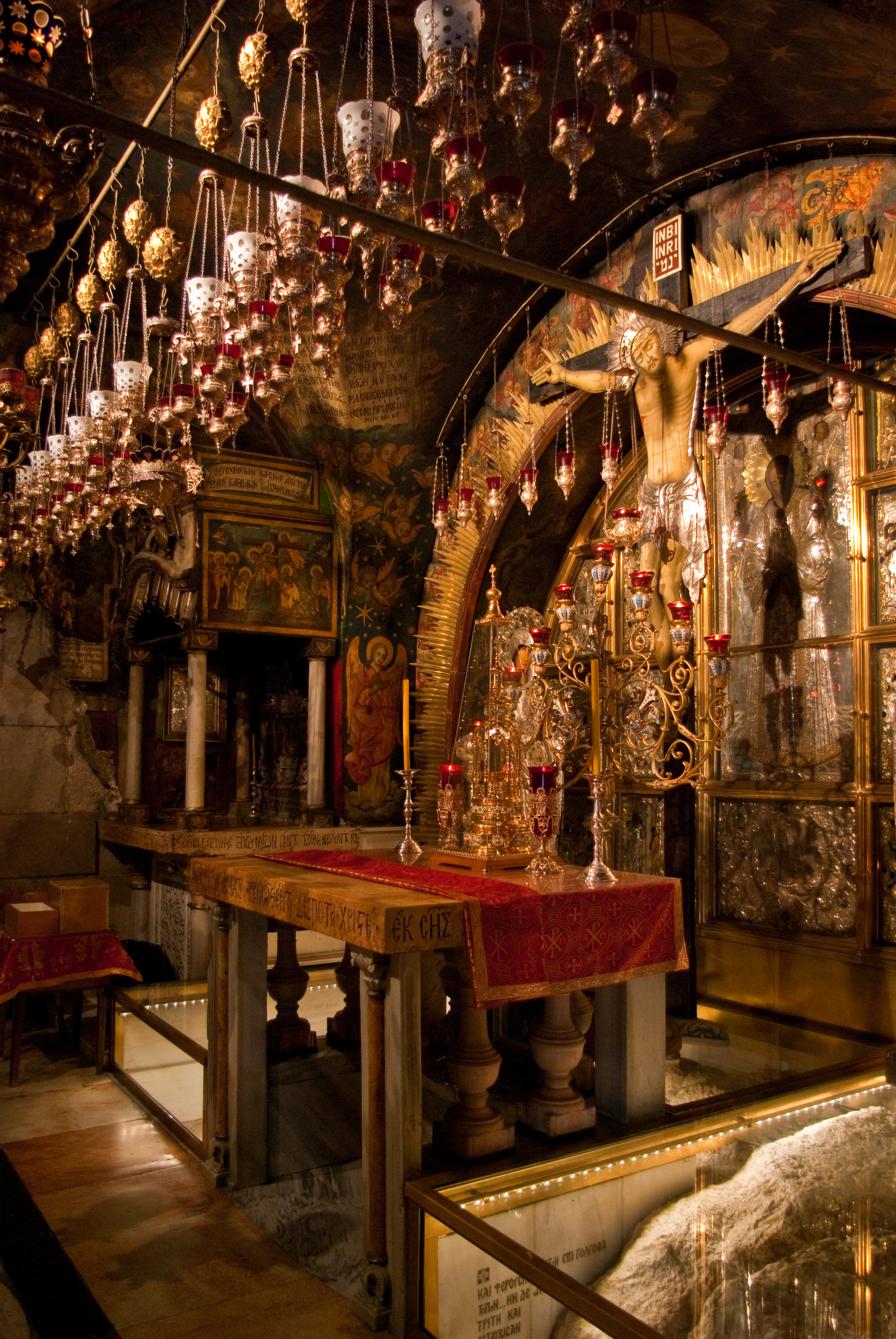
L'altare della Crocifissione, nella cappella del Calvario.

Nel transetto di sinistra, di fianco all'ingresso della basilica, sopraelevata rispetto al resto della chiesa e raggiungibile tramite una stretta scalinata, si trova la Cappella del Calvario, o Golgota, ritenuta essere il luogo della crocifissione di Gesù. La cappella, la parte più decorata di tutta la chiesa, è a due navate separate da due arcate a tutto sesto e coperte con volta a crociera decorata a mosaico. Nella navata di destra, anche detta Calvario latino essendo officiata dai cattolici, si trova l'altare dei Chiodi della Croce; alla sua sinistra, vi è l'altare della Stabat Mater. Nella navata di sinistra, anche detta Calvario greco essendo officiata dalla chiesa greco-ortodossa, si trova l'altare che sorge sul luogo ritenuto quello in cui Gesù venne crocifisso.
Sul transetto di destra, invece, si affaccia la cappella dell'Apparizione di Gesù alla madre, affidata ai Ordine dei Frati Minori. Restaurata con arredi moderni dopo il Concilio Vaticano II, è a navata unica terminante con abside semicircolare. Nell'ambulacro d'ingresso alla cappella, si trova l'altare di Santa Maria Maddalena, anch'esso officiato dai cattolici, con bassorilievo bronzeo raffigurante Maria Maddalena incontra Gesù risorto.
A est del deambulatorio, lungo il quale si aprono tre cappelle radiali semicircolari dedicate a San Longino, al sorteggio della veste di Gesù e alla derisione di Gesù, si trova, a una quota più bassa, la cappella di Sant'Elena, officiata dalla chiesa ortodossa armena. A tre navate e con cupola poggiante su tamburo, il suo altare è situato al disotto di un ciborio marmoreo. Dalla navata di destra si accede alla cattolica cappella dell'Invenzione della Santa Croce, ritenuta il luogo dove venne ritrovata la Vera Croce. Dalla cappella di Sant'Elena si accede, attraverso un'ex cava, alla cappella di San Vardan, non visitabile.

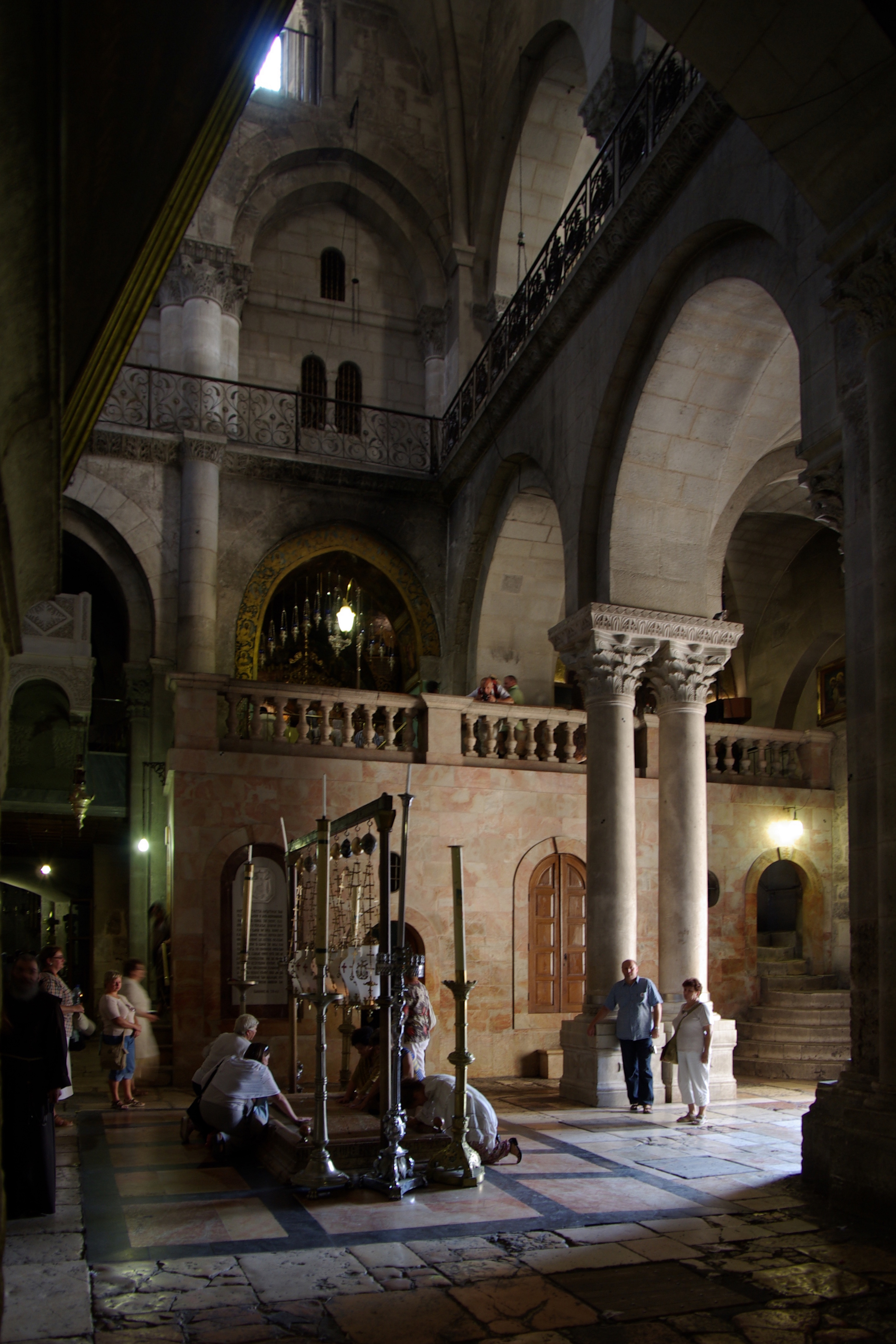
Interno del transetto con al centro la Pietra dell'Unzione, a destra (non visibile) il portale d'ingresso e, in secondo piano, il basamento della cappella del Calvario.
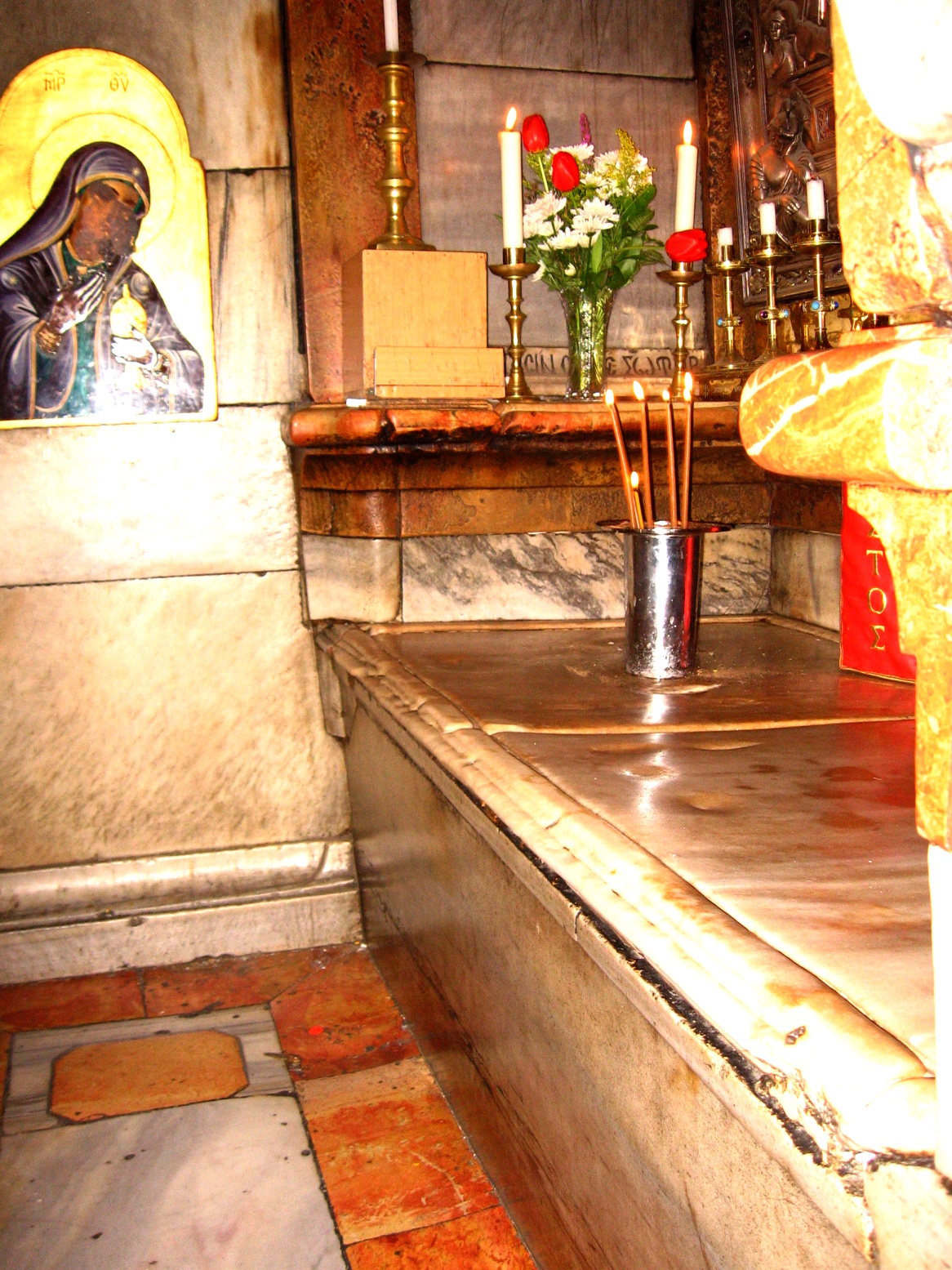
Interno del Sepolcro di Gesù.
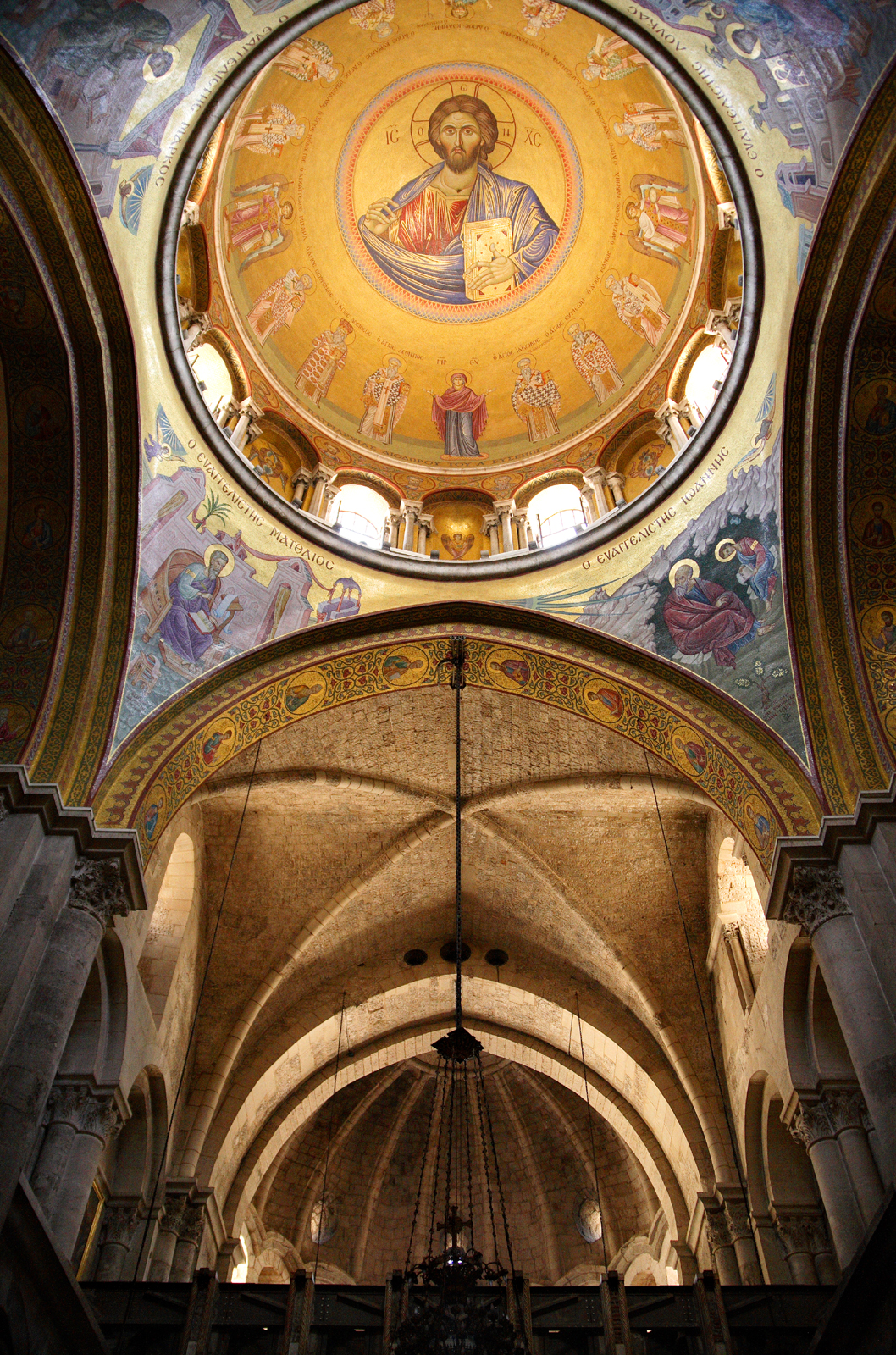
La cupola del Catholicon.
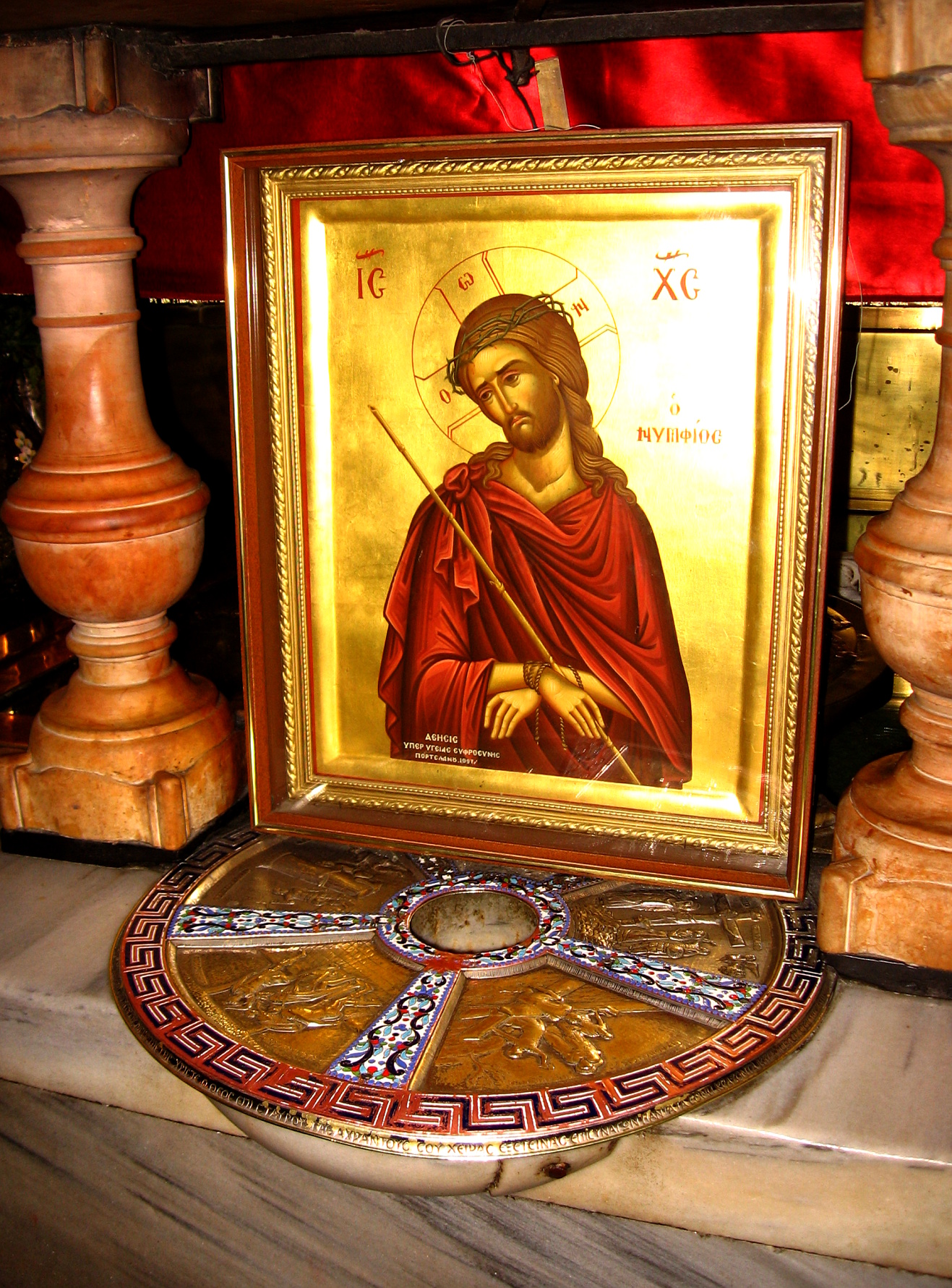
Il luogo ritenuto essere quello della crocifissione di Gesù.

### Organi
La Chiesa cattolica latina, rappresentata dall’Ordine francescano, è la sola, fra le confessioni presenti al Santo Sepolcro, a utilizzare uno strumento musicale vero e proprio per la sua liturgia, a parte le campane adoperate dagli armeni, e il simandro impiegato dai greci ortodossi. Gli organi a canne presenti all'interno della basilica sono dunque utilizzati solo per le liturgie dei latini.
L'organo maggiore si articola in due corpi: quello maggiore, corrispondente all'organo Rieger realizzato nel 1982, si trova nel matroneo della Rotonda dell'Anastasi; quello corale, rifacimento di Rieger del 2014-2015 dell'organo Tamburini opus 579 del 1969, è situato davanti all'altare di Santa Maria Maddalena. È a trasmissione elettrica e dispone di 54 registri; la sua consolle, fissa indipendente, è collocata sulla cantoria sul lato nord della Rotonda, ed ha due tastiere e pedaliera.
Nella cappella del Calvario Latino vi è un organo positivo opera della ditta Rieger, risalente al 2016; è a trasmissione meccanica ed ha 5 registri su due manuali, senza pedaliera.